# Luna
La Luna es un satélite natural que tiene la particularidad de ser el único en orbitar la Tierra. Con un diámetro ecuatorial de 3474,8 km, es el quinto satélite más grande del sistema solar, mientras que en cuanto al tamaño proporcional respecto a su planeta es el satélite más grande: un cuarto del diámetro de la Tierra y 1/81 de su masa. Es, además, después de Ío, el segundo satélite más denso. Se encuentra en relación síncrona con la Tierra, siempre mostrando la misma cara hacia el planeta. El hemisferio visible está marcado con oscuros mares lunares de origen volcánico entre las brillantes montañas antiguas y los destacados astroblemas.
A pesar de ser, en apariencia, el astro más brillante en el cielo terrestre después del Sol, su superficie es en realidad muy oscura, con una reflexión similar a la del carbón. Su prominencia en el cielo y su ciclo regular de fases han hecho de la Luna un elemento con importante influencia cultural desde la antigüedad, tanto en el lenguaje como en el calendario, el arte o la mitología. La influencia gravitatoria de la Luna produce las mareas y el aumento de la duración del día. La distancia orbital de la Luna, cerca de treinta veces el diámetro de la Tierra, hace que se vea en el cielo con el mismo tamaño que el Sol y permite que el satélite cubra exactamente a la estrella en los eclipses solares totales. La Luna carece de una atmósfera significativa.
La Luna es el único cuerpo celeste en el que el hombre ha realizado un descenso tripulado. Aunque el programa Luna de la Unión Soviética fue el primero en alcanzar el satélite terrestre con una nave espacial no tripulada, el programa Apolo de Estados Unidos realizó las únicas misiones tripuladas hasta la fecha, comenzando con la primera órbita lunar tripulada por el Apolo 8 en 1968, y seis alunizajes tripulados entre 1969 y 1972, siendo el primero el Apolo 11 en 1969, y el último el Apolo 17. Estas misiones regresaron con más de 380 kg de roca lunar, que han permitido alcanzar una detallada comprensión geológica de los orígenes de la Luna –se cree que se formó hace 4 500 000 000 (cuatro mil quinientos millones) de años después de un gran impacto–, la formación de su estructura interna y su posterior historia.
En 1970 la Unión Soviética puso en la superficie el primer vehículo robótico controlado desde la Tierra: Lunojod 1. El astromóvil fue enviando fotografías y vídeos de la superficie que recorrió (10 km.) durante casi un año.
Desde la misión Apolo 17, en 1972, ha sido visitada únicamente por sondas espaciales no tripuladas, en particular por el astromóvil soviético Lunojod 2. Desde 2004, Japón, China, India, Estados Unidos y la Agencia Espacial Europea han enviado orbitadores. Estas naves espaciales han confirmado el descubrimiento de agua helada fijada al regolito lunar en cráteres que se encuentran en la zona de sombra permanente y están ubicados en los polos. Se han planeado futuras misiones tripuladas a la Luna, pero no se han puesto en marcha aún.
La Luna se mantiene, bajo el Tratado sobre el espacio ultraterrestre, libre para la exploración de cualquier nación con fines pacíficos.

## Etimología
La palabra que designa al satélite de la Tierra, «luna», procede del latín. En esta lengua era originalmente la forma femenina de un adjetivo, 'luminoso', que deriva de la raíz *lūc-/lŭc- ('brillar', 'ser luminoso'), de donde proceden igualmente luceo ('lucir'), lumen ('lumbre'), lux ('luz'), etc. A su vez, esta raíz procede de la raíz indoeuropea *leuk-, que se encuentra en otras lenguas en términos relacionados con la luz, como el griego λευκός (leukós), 'blanco', o λύχνος (lýjnos), 'lámpara'. Probablemente, el epíteto *leuksno-/ *louksno-, 'la luminosa', ya era utilizado para designar a la luna en protoindoeuropeo.
En protoindoeuropeo también existió un nombre masculino para la Luna, formado sobre la raíz *mēns-, del que se conservan formas en varias lenguas, como el griego μήν, μηνός (mên, mēnós, 'mes'); e incluso manteniendo el sentido primitivo, como en el inglés Moon o en lenguas itálicas como el umbro (ablativo singular) "menzne" ('Luna'). En latín, esta forma *mēns- ha evolucionado semánticamente para designar el 'mes', que en origen seguía las fases de la luna. De «luna» procede el término «lunes», que en su original latino designaba al 'día de la luna' (dies lunae).
Asimismo, el término griego Selene (en griego antiguo Σελήνη Selênē, nombre de la diosa mitológica asociada a la Luna) ha pervivido en el español y en otros idiomas como una forma culta para expresar determinados conceptos relacionados con la Luna; como, por ejemplo: las palabras «selenografía», que designa la cartografía lunar; o «selenita», el gentilicio de los supuestos habitantes del satélite; o «selenio», elemento químico llamado así por analogía con el telurio, cuyo nombre procede de la tierra (télos).

## Características físicas

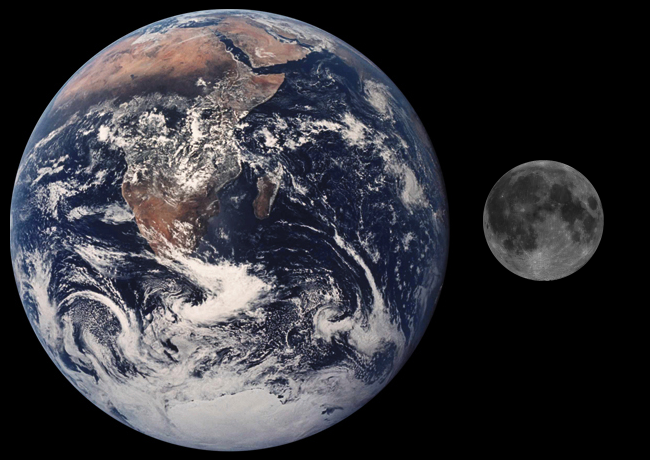
Comparación en escala de la Luna y la Tierra.
La imagen en color de la superficie lunar tiene una saturación de color mejorada, los colores marrón rojizo y oxidado provienen de los minerales de hierro, y el azulado, de los minerales de óxido de titanio.
Estructura y características de la Luna.

La Luna es un satélite excepcionalmente grande en comparación con su planeta, la Tierra: un cuarto del diámetro del planeta y 1/81 de su masa. Es el segundo satélite más grande del Sistema Solar en relación con el tamaño de su planeta, siendo Caronte el más grande en relación con el planeta enano Plutón. La superficie de la Luna es menos de una décima parte de la Tierra, lo que representa cerca de un cuarto del área continental de la Tierra. Sin embargo la Tierra y la Luna siguen siendo consideradas un sistema planeta-satélite, en lugar de un sistema doble planetario, ya que su baricentro, está ubicado cerca de 1700 km (aproximadamente un cuarto del radio de la Tierra) bajo la superficie de la Tierra.

Caras de la luna
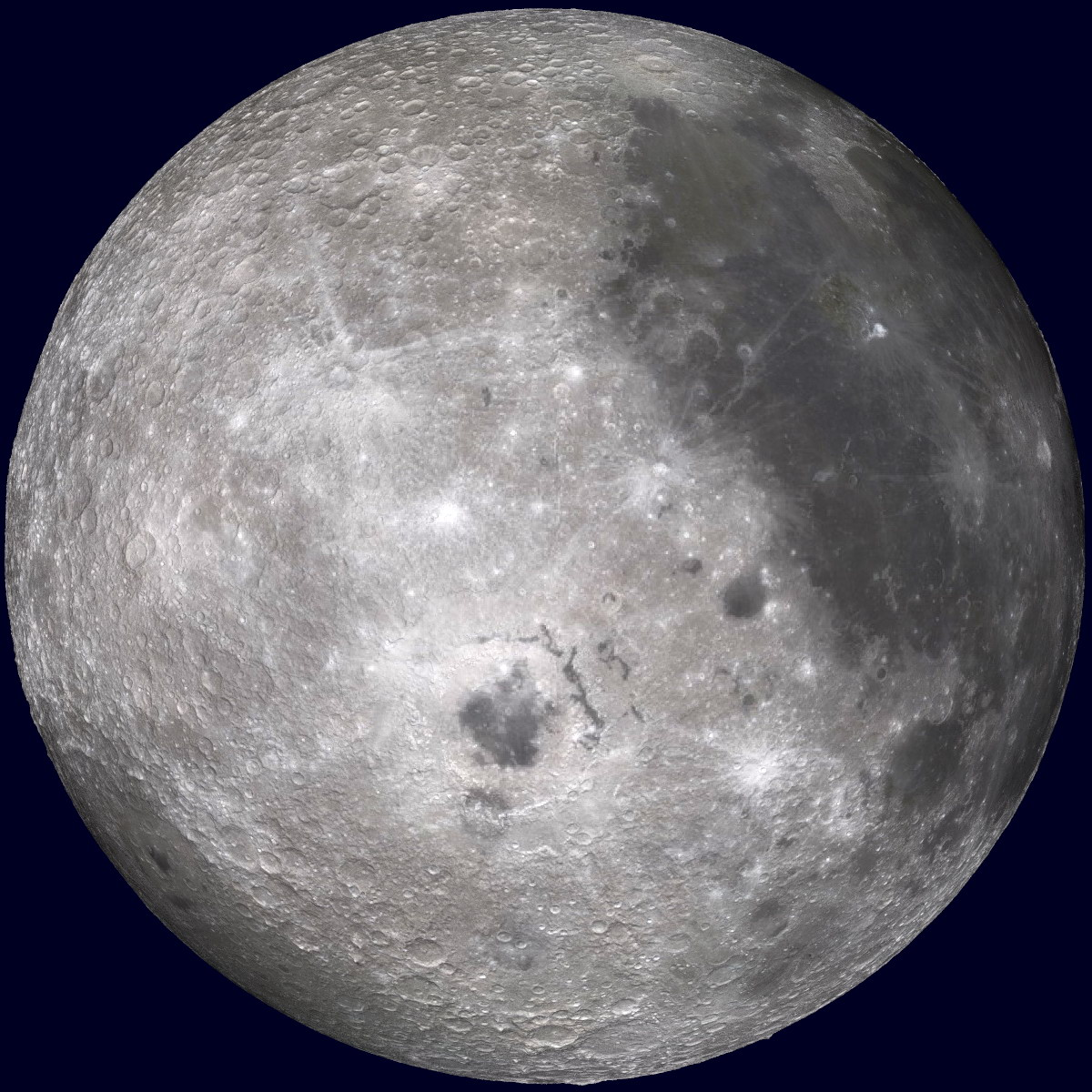
90° Oeste
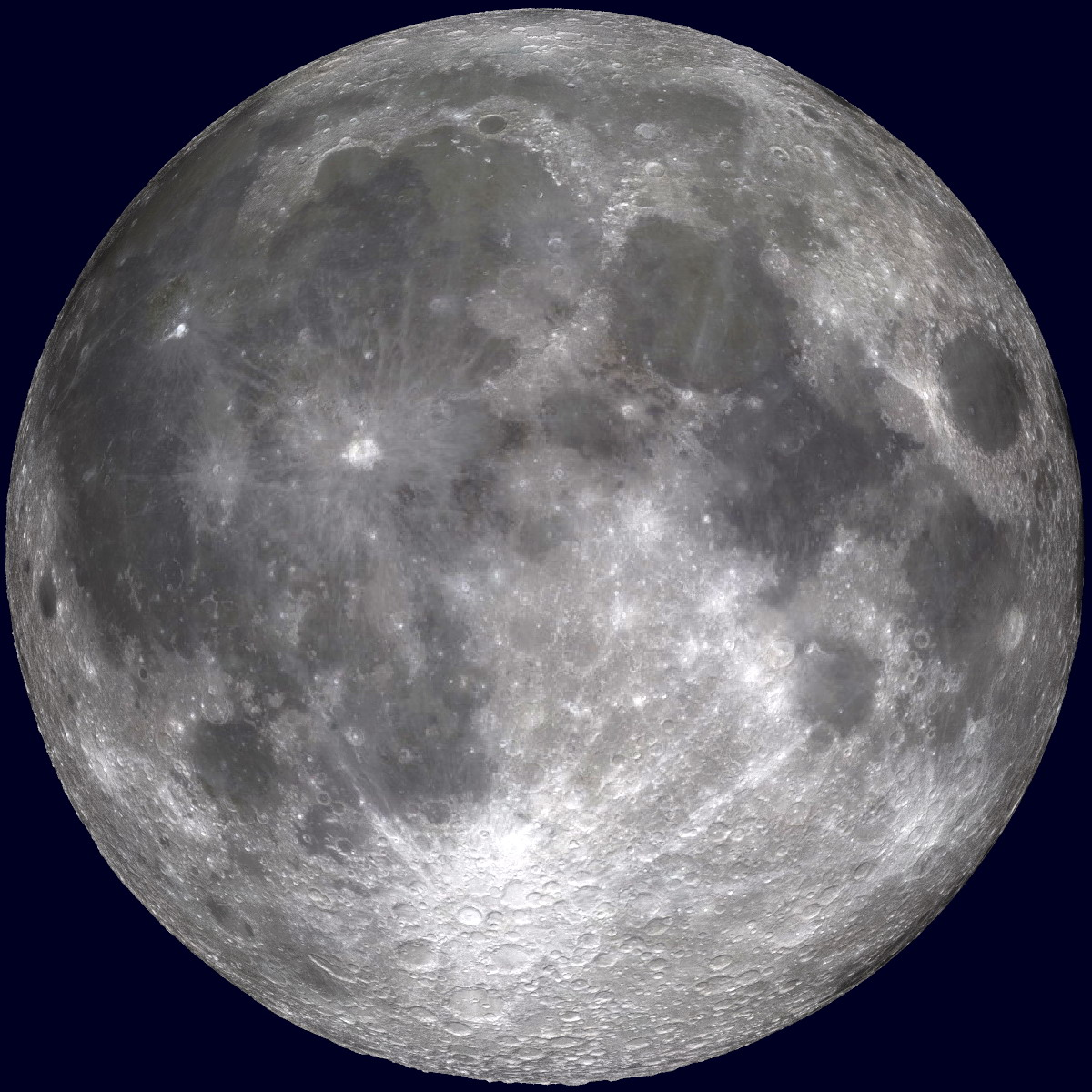
Cara visible
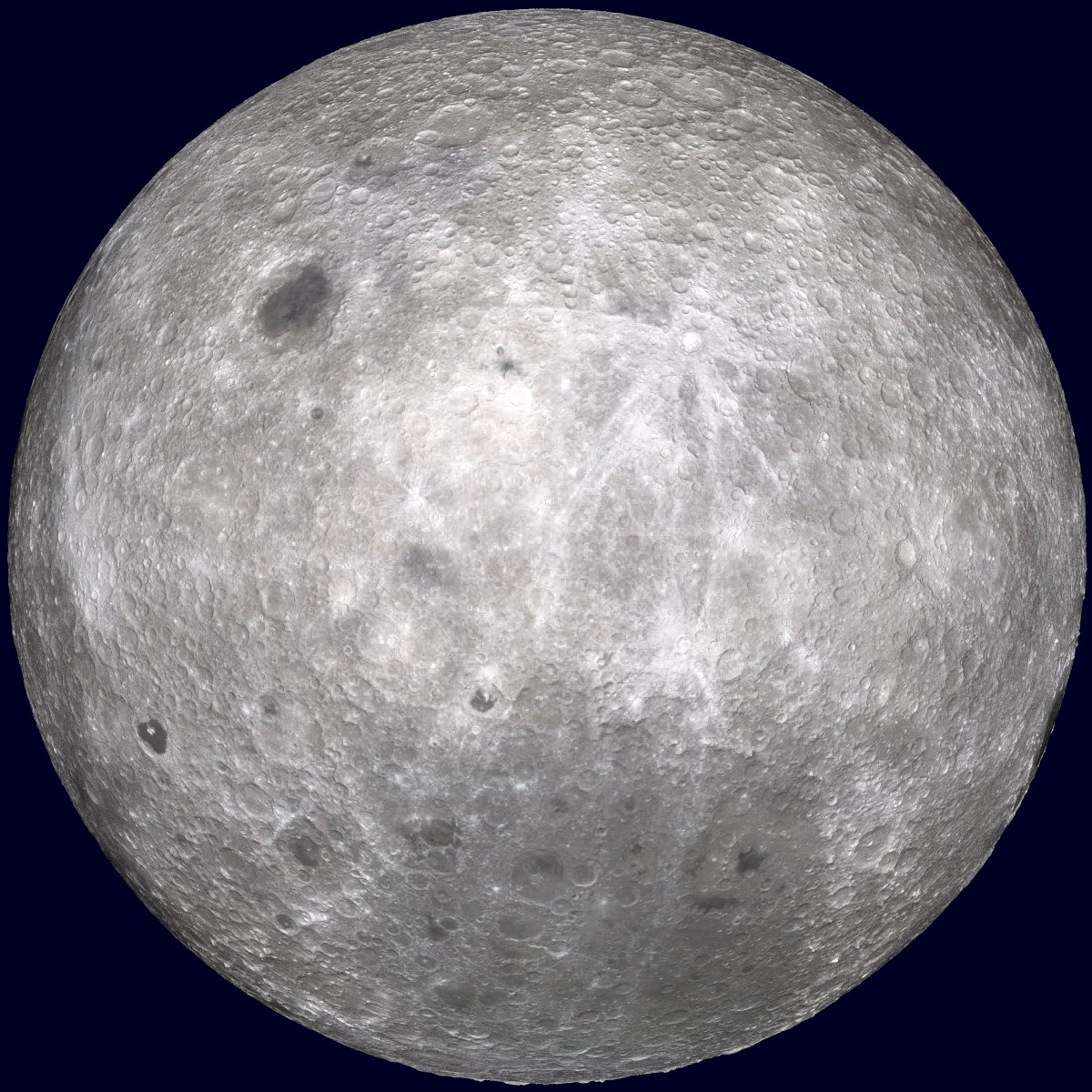
Cara oculta
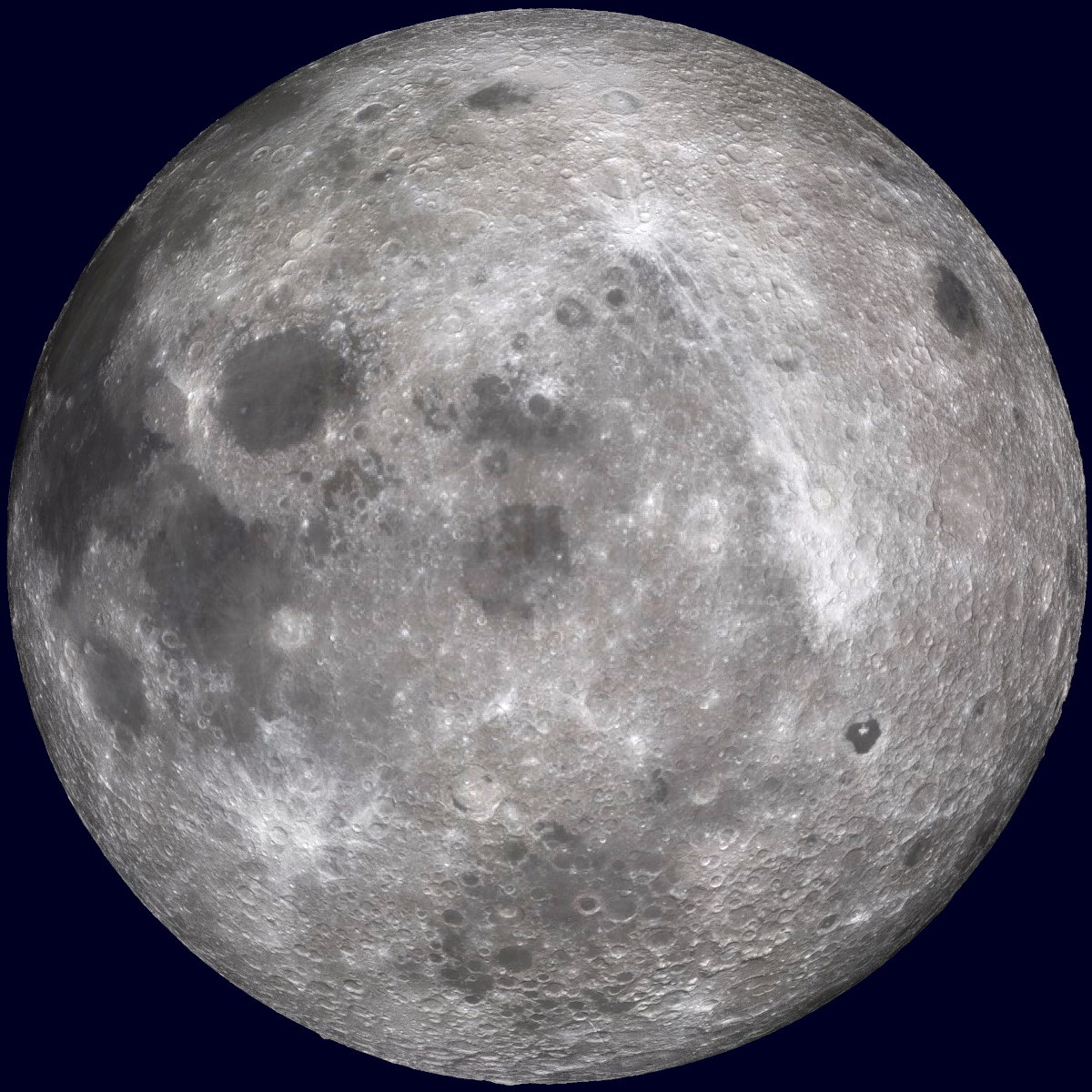
90° Este
Polo norte de la Luna
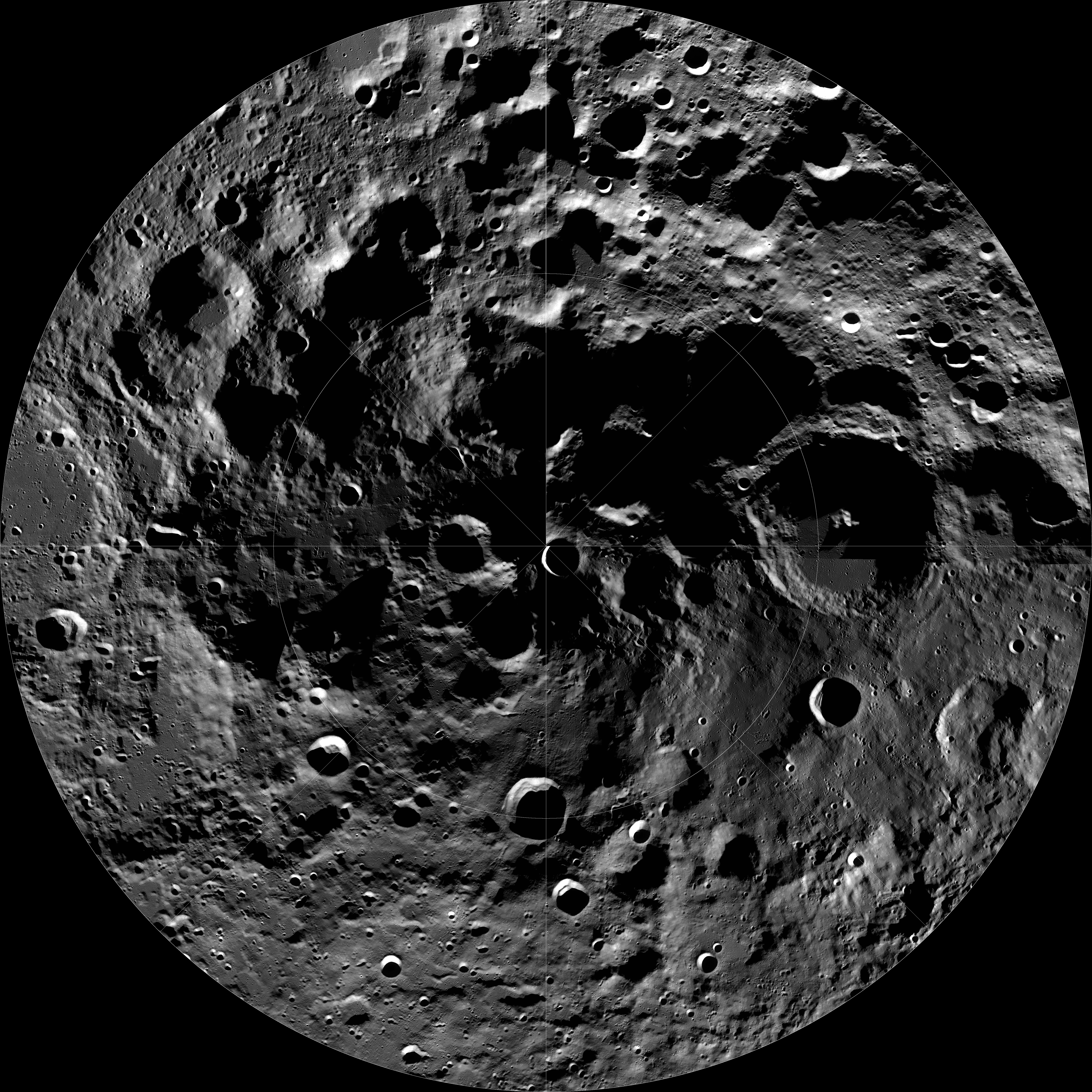
Polo sur de la Luna
Rotación de la Luna

### Formación

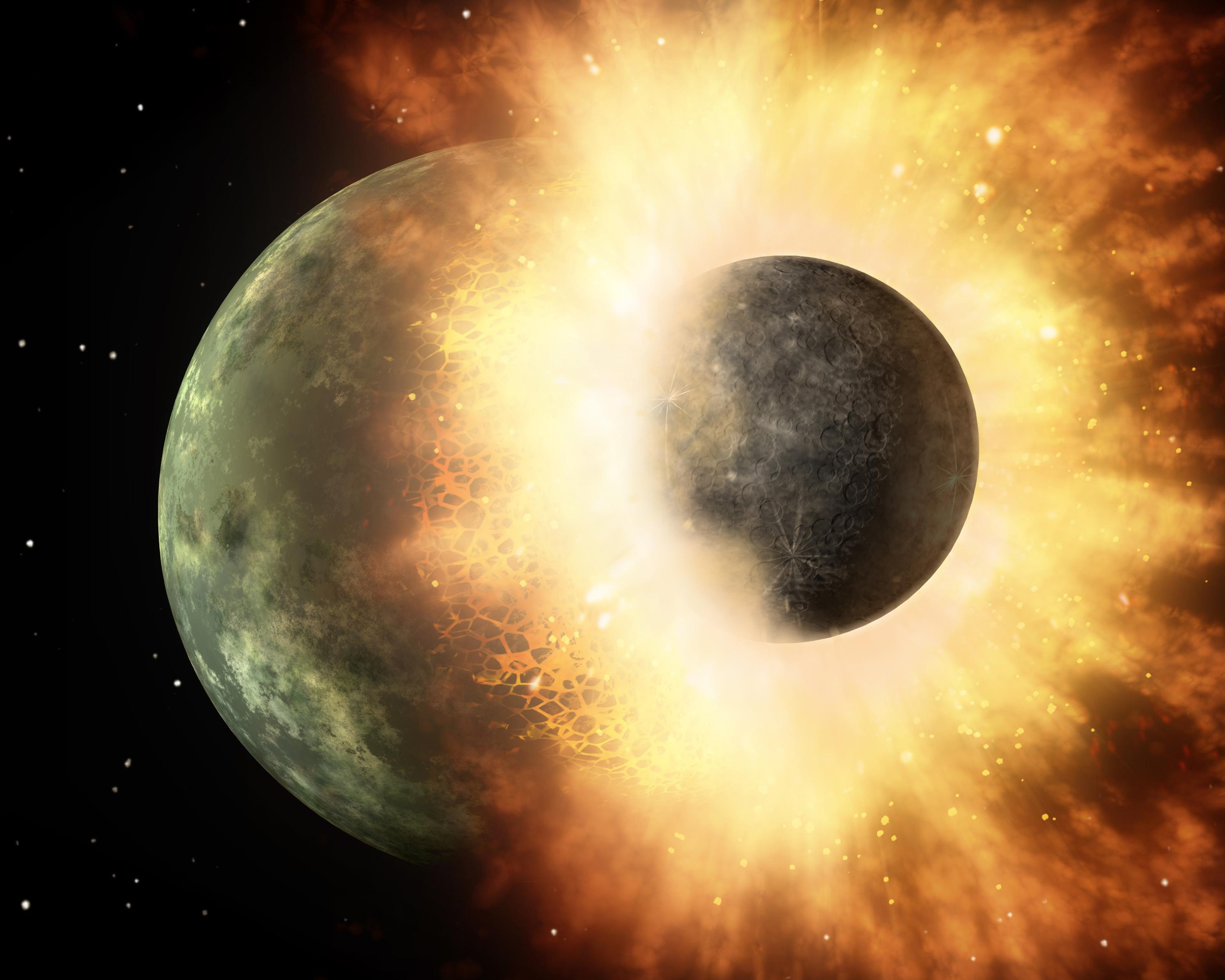
Representación gráfica de la teoría del gran impacto.

Varios mecanismos han sido propuestos para explicar la formación de la Luna hace 4527±10 millones de años. Esta edad se ha calculado según la datación del isótopo de las rocas lunares, entre 30 y 50 millones de años luego del origen del sistema solar. Entre ellos están: la fisión de la Luna desde la corteza terrestre debido a fuerzas centrífugas, que deberían haber requerido también un giro inicial de la Tierra; la atracción gravitatoria de la Luna en estado de formación, que hubiera requerido una extensión inviable de la atmósfera para disipar la energía de la Luna, que se encontraba pasando; y la coformación de la Luna y la Tierra juntas en el disco de acreción primordial, que no explica la depleción de hierro en estado metálico. Estas hipótesis tampoco pueden explicar el fuerte momento angular en el sistema Tierra-Luna.
La hipótesis general hoy en día es que el sistema Tierra-Luna se formó como resultado de un gran impacto: un cuerpo celeste del tamaño de Marte colisionó con la joven Tierra, expulsando material en órbita alrededor de esta, el cual se fusionó para formar la Luna. Se cree que en el Sistema Solar primitivo eran frecuentes impactos gigantescos como este. Los modelados de un gran impacto por simulaciones computacionales concuerdan con las mediciones del momento angular del sistema Tierra-Luna y el pequeño tamaño del núcleo lunar; a su vez demuestran que la mayor parte de la materia de la Luna proviene del objeto que impactó, no de la joven Tierra. Además, ciertos meteoritos demuestran que las composiciones isotópicas del oxígeno y el tungsteno de otros cuerpos del Sistema Solar interior tales como Marte y (4) Vesta son muy distintas de las de la Tierra, mientras que la Tierra y la Luna tienen composiciones isotópicas prácticamente idénticas. La mezcla de materia evaporada tras el impacto entre la Tierra y la Luna pudo haber equiparado las composiciones, aunque esto es debatido.
La importante cantidad de energía liberada en el gran impacto y la subsecuente fusión del material en la órbita de la Tierra pudo haber derretido la capa superficial de la Tierra, formando un océano de magma. La recién formada Luna pudo también haber tenido su propio océano de magma lunar; las estimaciones de su profundidad varían entre 500 km y el radio entero de la Luna.

## Distancia a la Luna

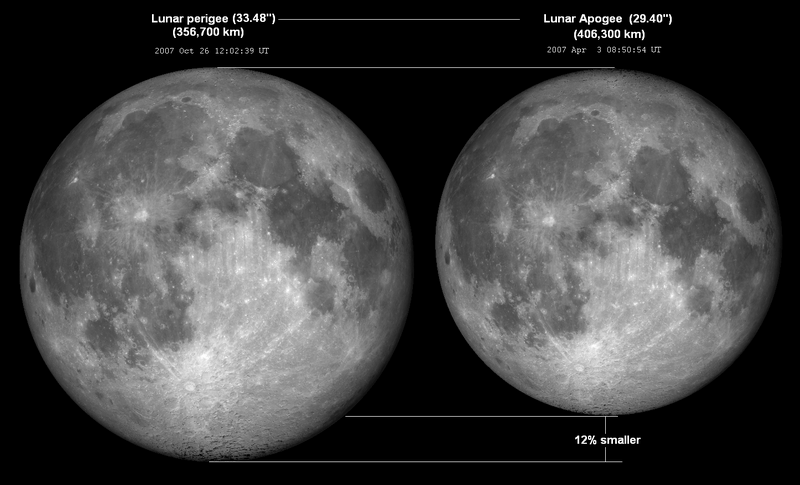
Comparación de tamaño aparente de la Luna entre el perigeo-apogeo.

En astronomía, una distancia lunar (LD) es la medida de la distancia desde la Tierra hasta la Luna. La distancia media entre la Tierra y su satélite es 384 400 kilómetros; equivalente a la distancia que recorre la luz en el vacío en 1,28 segundos aproximadamente. La distancia real varía a lo largo de la órbita de la Luna.
Se realizan mediciones de alta precisión de la distancia a la Luna midiendo el tiempo que tarda la luz en viajar entre las estaciones LIDAR en la Tierra y los retrorreflectores colocados en la Luna.
La Luna se aleja de la Tierra a una tasa promedio de 3,8 cm por año, como lo detectó el experimento de medición lunar láser. La tasa de la recesión se considera anormalmente alta. Por coincidencia, la diagonal de los cubos de los retrorreflectores en la Luna también es de 3,8 cm.
La primera persona que midió la distancia a la Luna fue el astrónomo y geógrafo Hiparco en el año 150 a. C., para lo que se basó en el dato del diámetro de la Tierra calculado por Eratóstenes 100 años antes, y obtuvo una distancia de 348 000 km. Para este cálculo utilizó la curvatura de la sombra que proyecta la Tierra sobre la Luna en un eclipse lunar, un método ideado por Aristarco de Samos. Es notable el pequeño error, dada las limitaciones de la época, que es de solamente de unos 36 000 km, lo que representa menos de 10 %.
El catálogo de objetos cercanos de la NASA incluye las distancias a la Tierra de asteroides y cometas medidas en distancias lunares.

## Revoluciones de la Luna

Cara oculta de la Luna iluminada por el sol, mientras cruza entre la cámara del DSCOVR y la Tierra.

La Luna tarda en dar una vuelta alrededor de la Tierra 27 d 7 h 43 min si se considera el giro respecto al fondo estelar (revolución sideral), pero 29 d 12 h 44 min si se la considera respecto al Sol (revolución sinódica) y esto es porque en este lapso la Tierra ha girado alrededor del Sol (ver mes). Esta última revolución rige las fases de la Luna, eclipses y mareas lunisolares.
Como la Luna tarda el mismo tiempo en dar una vuelta sobre sí misma que en torno a la Tierra, presenta siempre la misma cara hacia el planeta. Esto se debe a que la Tierra, por un efecto llamado gradiente gravitatorio, ha frenado completamente a la Luna. La mayoría de los satélites regulares presentan este fenómeno respecto a sus planetas. Así pues, hasta la época de la investigación espacial (Luna 3) no fue posible ver la cara lunar oculta, que presenta una disimetría respecto a la cara visible. El Sol ilumina siempre la mitad de la Luna (excepto en los eclipses de luna), que no tiene por qué coincidir con la cara visible, produciendo las fases de la Luna. La inmovilización aparente de la Luna respecto a la Tierra se ha producido porque la gravedad terrestre actúa sobre las irregularidades del globo lunar de forma que en el transcurso del tiempo la parte visible tiene 4 km más de radio que la parte no visible, estando el centro de gravedad lunar desplazado del centro lunar 1,8 km hacia la Tierra.
- Revolución sinódica o lunación: es el intervalo de tiempo necesario para que la Luna vuelva a tener una posición análoga con respecto al Sol y a la Tierra. Su duración es de 29 d 12 h 44 min 2,78 s. También se le denomina «mes lunar».
- Revolución sideral: es el intervalo de tiempo que le toma a la Luna volver a tener una posición análoga con respecto a las estrellas. Su duración es de 27 d 7 h 43 min 11,5 s.
- Revolución trópica: es el lapso necesario para que la Luna vuelva a tener igual longitud celeste. Su duración es de 27 d 7 h 43 min 4,7 s.
- Revolución draconítica: es el tiempo que tarda la Luna en pasar dos veces consecutivas por el nodo ascendente. Su duración es de 27 d 5 h 5 min 36 s.
- Revolución anomalística: es el intervalo de tiempo que transcurre entre 2 pasos consecutivos de la Luna por el perigeo. Su duración es de 27 d 13 h 18 min 33 s.

## Movimiento de traslación lunar

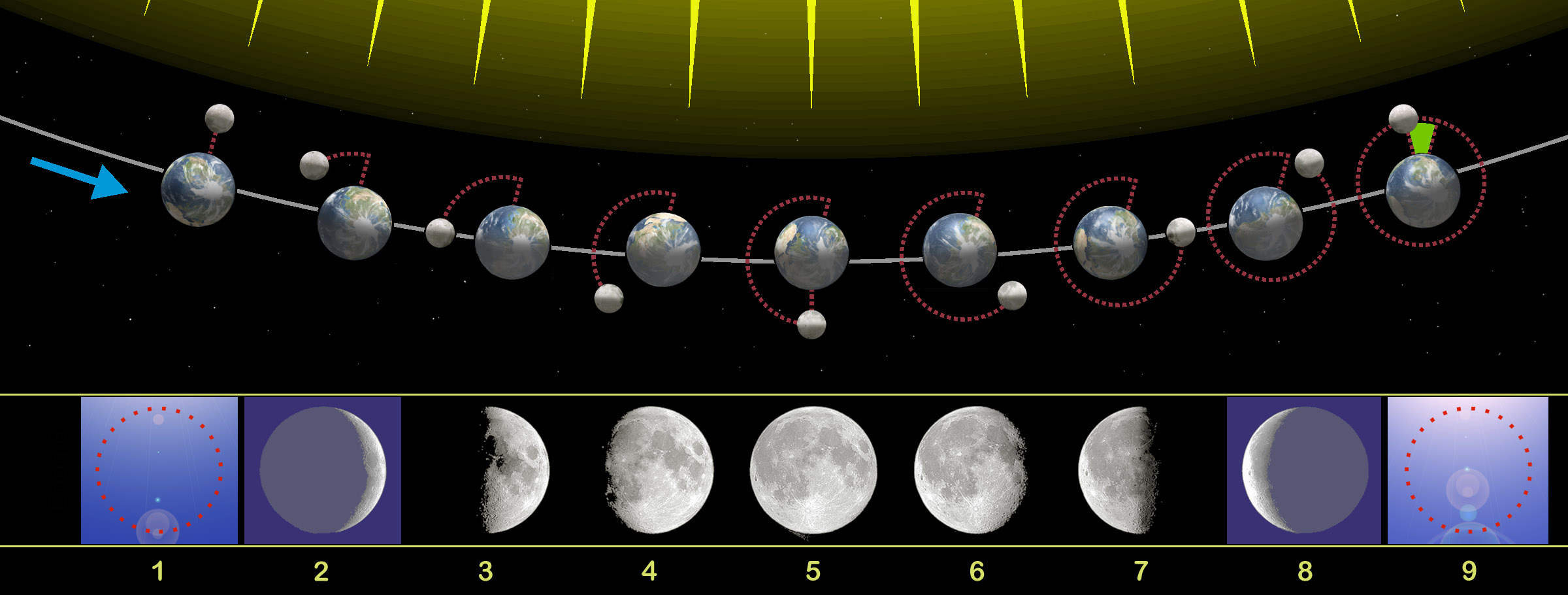
Fases de la Luna vistas desde el hemisferio norte (desde el hemisferio sur su orden es inverso).

El hecho de que la Luna salga aproximadamente una hora más tarde cada día se explica conociendo la órbita de la Luna alrededor de la Tierra. La Luna completa una vuelta alrededor de la Tierra aproximadamente en unos 28 días. Si la Tierra no rotase sobre su propio eje, sería muy fácil detectar el movimiento de la Luna en su órbita. Este movimiento hace que la Luna avance alrededor de 12° en el cielo cada día. Si la Tierra no rotara, lo que se vería sería la Luna cruzando la bóveda celeste de oeste a este durante dos semanas, y luego estaría dos semanas ausente (durante las cuales la Luna sería visible en el lado opuesto del Globo).
Sin embargo, la Tierra completa un giro cada día (la dirección de giro es también hacia el este). Así, cada día le lleva a la Tierra alrededor de 50 minutos más para estar de frente con la Luna nuevamente (lo cual significa que se puede ver la Luna en el cielo). El giro de la Tierra y el movimiento orbital de la Luna se combinan, de tal forma que la salida de la Luna se retrasa del orden de 50 minutos cada día.
Teniendo en cuenta que la Luna tarda aproximadamente 28 días en completar su órbita alrededor de la Tierra, y esta tarda 24 horas en completar una revolución alrededor de su eje, es sencillo calcular el «retraso» diario de la Luna.
Mientras que en 24 horas la Tierra habrá realizado una revolución completa, la Luna solo habrá recorrido un 1/28 de su órbita alrededor de la Tierra, lo cual expresado en grados de arco da:
{\displaystyle {\frac {360^{\circ }}{28}}={12^{\circ }}{51'}}
Si ahora se calcula el tiempo que la Tierra en su rotación tarda en recorrer este arco,
{\displaystyle {\frac {12^{\circ }51'}{360^{\circ }}}\times {24}\times {60}={51,4}}
da los aproximadamente 50 minutos que la Luna retrasa su salida cada día.
Para notar el movimiento de la Luna en su órbita, hay que tener en cuenta su ubicación en el momento de la puesta de Sol durante algunos días. Su movimiento orbital la llevará a un punto más hacia el este en el cielo en el crepúsculo cada día.

## Movimiento de rotación
La Luna gira sobre un eje de rotación que tiene una inclinación de 88,3° con respecto al plano de la eclíptica de la Tierra, por tanto casi perpendicular. Dado que la duración de los dos movimientos es la misma, la Luna presenta a la Tierra constantemente el mismo hemisferio. La Luna tarda 27,32 días en dar una vuelta sobre sí misma.

## Traslación de la Luna alrededor del Sol
Al desplazarse en torno del Sol, la Tierra arrastra a su satélite y la forma de la trayectoria que esta describe es una curva de tal naturaleza que dirige siempre su concavidad hacia el Sol.
La velocidad con que la Luna se desplaza en su órbita alrededor de la Tierra es de 1 km/s.

## Libraciones

Libración.

Debido a la excentricidad de la órbita lunar, la inclinación del eje de rotación de la Luna con respecto al plano de la eclíptica y al movimiento de rotación de la Tierra en el curso de una revolución sideral, se logra ver, desde la Tierra, un 59 % de la superficie de la Luna —en vez del 50 %—, como si estuviese animado de ligeros balanceos de este a oeste y de norte a sur. Estos movimientos aparentes se conocen con el nombre de libraciones.

### Libración en longitud
Se debe a que el movimiento de rotación de la Luna es uniforme mientras que su velocidad angular no lo es. Es máxima en el perigeo y mínima en el apogeo. Debido a esa Libración el satélite tiene un balanceo de oriente a poniente, gracias al cual se logra ver la superficie convexa correspondiente a la de un huso de 7°.

### Libración en latitud
Es debido a la inclinación del eje de rotación de la Luna con respecto al plano de su órbita y a la eclíptica. Dicho eje forma un ángulo de 88° 30′ con el plano de la eclíptica y como el de la órbita lunar es de 5° con respecto a la eclíptica, entonces el ángulo formado con el eje de rotación de la Luna con el plano de su órbita es de 6° 30′. Por lo tanto, no solo pueden verse el polo norte y el polo sur de la Luna sino que se logra ver 6° 30′ más allá del polo sur. Esta libración es una especie de cabeceo de norte a sur en un tiempo que no es igual a una revolución sideral pues es de 27,2 días.

### Libración diurna
Se debe al hecho de que el radio terrestre no es despreciable con respecto a la distancia a la Luna. El valor de esta libración es de casi un grado, valor aproximado a su grado de paralaje.

## Sistema binario
La Luna por su tamaño es el quinto satélite del Sistema Solar. No obstante si se adopta como criterio de comparación el cociente de masas con su planeta resulta que Ganímedes es 1/12500 la masa de Júpiter, Titán es 1/4700 la masa de Saturno y la Luna es 1/81,3 la masa de la Tierra. De esta manera se podría considerar el sistema Tierra-Luna como un sistema binario.

## Planeta doble
Es la denominación que algunos científicos dan al sistema Tierra-Luna debido al desmesurado tamaño que presenta el satélite con relación al planeta, de solamente 81 veces menor masa y únicamente 3,6 veces menor de diámetro (si el planeta fuese del tamaño de una pelota de baloncesto, la Luna sería como una pelota de tenis).
Esta afirmación se apoya en las relaciones existentes entre los distintos planetas del Sistema Solar y sus satélites, variando estas entre las 3,6/1 veces menor de la Luna y las 8924/1 del satélite XIII Leda con relación a Júpiter.
Otras relaciones son: V Miranda 105/1 con relación a Urano, II Deimos 566/1 con relación a Marte o I Ío de 39/1 con relación a Júpiter.
También se apoya esta denominación en la inexistencia de más satélites naturales que orbiten a la Tierra, pues lo habitual es que no exista ninguno (caso de Mercurio o Venus) o que existan multitud de ellos como sucede en los planetas del tipo joviano.
Así, cuando se dice que la Tierra describe una elipse en torno al Sol, en realidad se debe decir que la órbita la describe el centro del sistema Tierra-Luna. Ambos astros, unidos por un eje invisible, forman algo así como una haltera disimétrica que gira en torno a su centro de gravedad.
Debido a que la masa de la Tierra es muy superior a la de la Luna, ese centro, denominado baricentro, que divide a la masa común en dos partes iguales, está situado en el interior del globo terrestre, a unos 4683 km de su centro. Así, 26 veces al año, la Luna pasa alternativamente de uno al otro lado de la órbita terrestre.
De esas consideraciones, se desprende que los movimientos de la Luna son mucho más complejos de lo que se supone, siendo necesario para determinar con exactitud los movimientos reales de la Luna tener en cuenta nada menos que 1.475 irregularidades en los movimientos lunares diferentes y que incluyen las perturbaciones de su órbita debidas a la atracción ejercida por los demás astros del sistema solar, especialmente Venus (el más cercano) y Júpiter (el de mayor masa), así como entre otros la aceleración secular del movimiento de la Luna.

## Órbita de la Luna
La Luna describe alrededor de la Tierra una trayectoria elíptica de baja excentricidad, a una distancia media de 384 400 kilómetros y en el mismo sentido (antihorario visto desde el norte) al movimiento de traslación terrestre alrededor del Sol. La distancia entre la Tierra y su satélite natural varía, así como también lo hace la velocidad en la órbita.
Dado que la rotación lunar es uniforme y su traslación no, pues sigue las leyes de Kepler, se produce una Libración en longitud que permite ver un poco más de la superficie lunar a oriente y poniente, que de no ser así no se vería. El plano de la órbita lunar está inclinado respecto a la eclíptica unos 5° por lo que se produce una Libración en latitud que permite ver alternativamente un poco más allá del polo norte o del polo sur de la Luna. Por ambos movimientos el total de superficie lunar vista desde la Tierra alcanza un 59 % del total. Cada vez que la Luna cruza la eclíptica, si la Tierra y el Sol están sensiblemente alineados (luna llena o luna nueva) se producirá un eclipse lunar o un eclipse solar.
La órbita de la Luna es especialmente compleja. La razón es que la Luna está suficientemente lejos de la Tierra y la fuerza de gravedad ejercida por el Sol es significativa. Dada la complejidad del movimiento, los nodos de la Luna, no están fijos, sino que dan una vuelta en 18,6 años. El eje de la elipse lunar no está fijo y el apogeo y perigeo dan una vuelta completa en 8,85 años. La inclinación de la órbita varía entre 5° y 5° 19′. De hecho, para calcular la posición de la Luna con exactitud hace falta tener en cuenta por lo menos varios cientos de términos. Además, la órbita Luna-Tierra se encuentra inclinada respecto al plano de la órbita Tierra-Sol, de modo que únicamente en dos puntos de su trayectoria, llamados nodos, pueden producirse eclipses solares o lunares.
Asimismo, la Luna se aleja unos cuatro centímetros al año de la Tierra, a la vez que va frenando la rotación terrestre —lo que hará que en un futuro lejano los eclipses totales de Sol dejen de producirse al no tener la Luna suficiente tamaño como para tapar completamente el disco solar—. En teoría, dicha separación debería prolongarse hasta que la Luna tardara 47 días en completar una órbita alrededor de nuestro planeta, momento en el cual nuestro planeta tardaría 47 días en completar una rotación alrededor de su eje, de modo similar a lo que ocurre en el sistema Plutón-Caronte. Sin embargo, la evolución futura de nuestro Sol puede trastocar este proceso. Es posible que al convertirse nuestra estrella en una gigante roja dentro de varios miles de millones de años, la proximidad de su superficie al sistema Tierra-Luna haga que la órbita lunar se vaya cerrando hasta que la Luna esté a alrededor de 18 000 kilómetros de la Tierra —el límite de Roche—, momento en el cual la gravedad terrestre destruirá la Luna convirtiéndola en unos anillos similares a los de Saturno. De todas formas, el fin del sistema Tierra-Luna es incierto y depende de la masa que pierda el Sol en esos estadios finales de su evolución.
Un estudio de la Agencia Espacial Europea realizado en 2019, con datos recopilados por el observatorio SOHO, establece que la Luna orbita dentro de la atmósfera terrestre pues la región más distante de esta se extiende más allá de la órbita de la Luna y tiene un radio de 630 000 km, 50 veces el diámetro de la Tierra.

## Eclipses

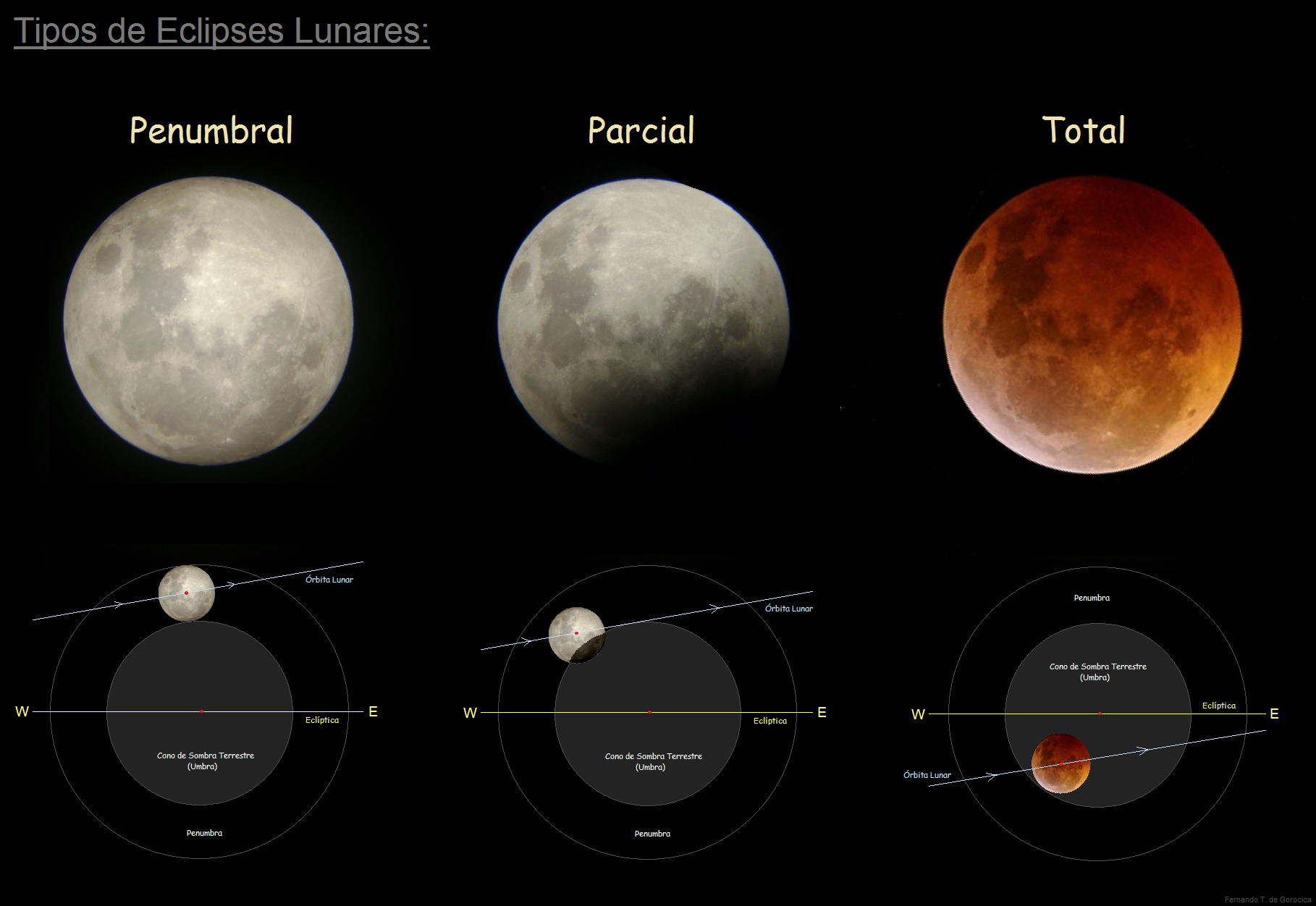
Los tres tipos de eclipses lunares.

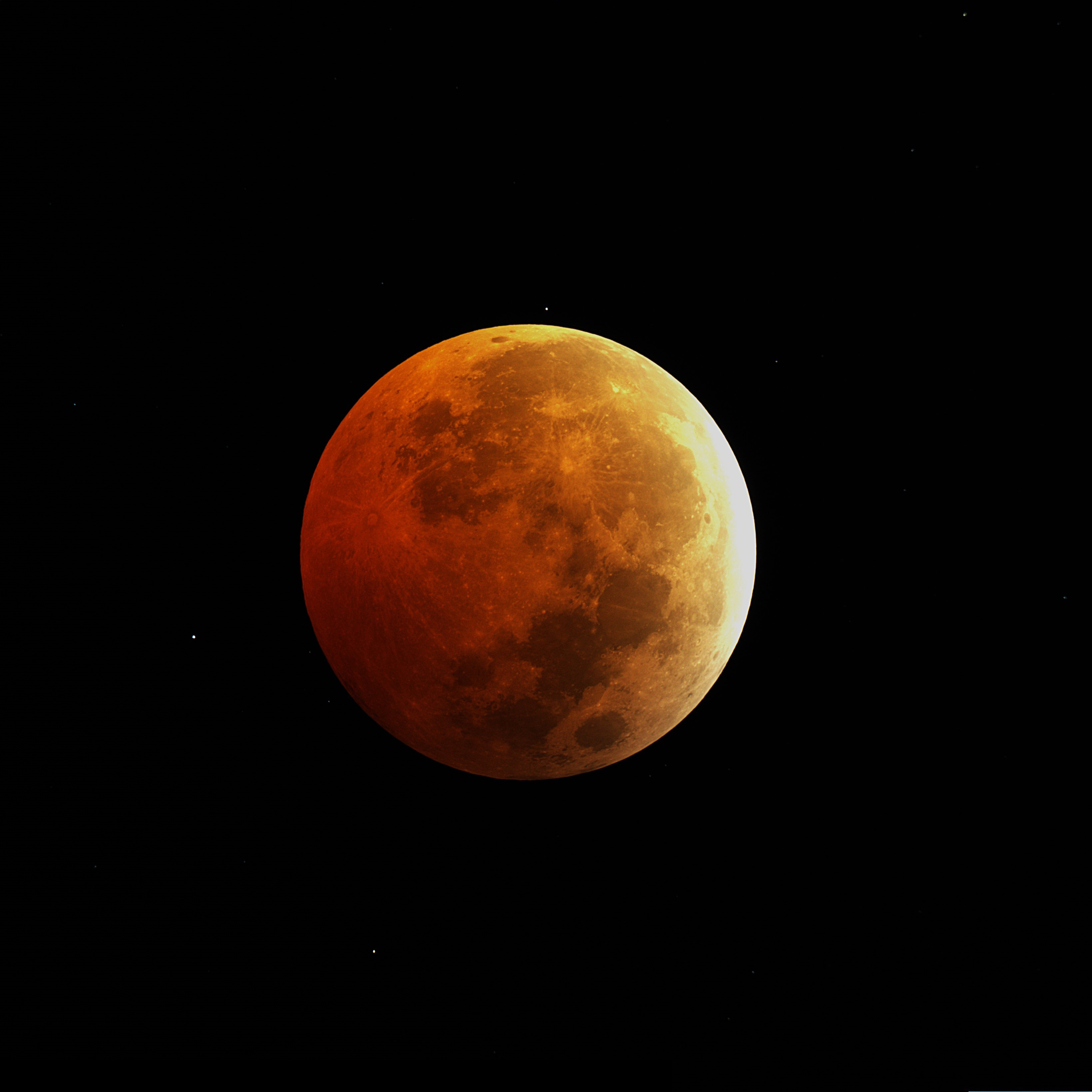
Eclipse lunar total del 14 de marzo de 2025. En los eclipses de Luna, ésta toma un color rojo causado por la atmósfera.

Un eclipse lunar es un fenómeno astronómico que sucede cuando la Tierra se interpone entre el Sol y la Luna, generando un cono de sombra que oscurece a la Luna. El diámetro del Sol es 400 veces más grande que el de la Luna, pero también está 400 veces más lejos, de modo que ambos abarcan aproximadamente el mismo ángulo sólido para un observador situado en la Tierra. La Luna en un eclipse lunar puede contener hasta tres veces su diámetro dentro del cono de sombra causado por la Tierra. Los eclipses lunares se clasifican en 3 tipos. Estos sonː
1. Penumbralesː la luna llena pasa solamente por la zona de la penumbra del cono de sombra terrestre. Su luminosidad relativa muy poco, por lo tanto no se percibe una vista simple.
2. Parcialesː la luna llena no entra completamente en el cono de sombra de la Tierra, es decir parte queda en la penumbra y parte en la umbra, será entonces parcial.
3. Totalesː la luna llena entra completamente en el cono de sombra terrestre adquiriendo distintos colores desde un amarillento, anaranjado, cobrizo suave hasta uno oscuro.

Por el contrario, en un eclipse solar, la silueta oscura de la Luna oscurece por completo la brillante del Sol (eclipse total) y en determinada parte de su órbita, cuando está más distante, no llega a ocultarlo del todo, dejando una franja anular (eclipse anular) o no está exactamente en línea con la Tierra y la Luna solo oscurece parcialmente al Sol (eclipse parcial).
La complejidad del movimiento lunar dificulta el cálculo de los eclipses y se debe tener presente la periodicidad con que estos se producen (Periodo Saros).

## Luna azul
Se denomina Luna azul (traducción del inglés Blue moon) a la segunda luna llena ocurrida durante un mismo mes del calendario gregoriano (el usado habitualmente en Occidente), lo que sucede aproximadamente (en promedio) cada dos o tres años
Basándose el origen del término en el calendario gregoriano, su uso se difundió durante la época medieval. La traducción castellana no es del todo completa, ya que la expresión proviene del inglés blue («azul»), el cual a su vez viene de una deformación del inglés antiguo belewe, que en realidad significa «traidor», ya que una luna adicional en la primavera implicaba extender el ayuno de la cuaresma. Entre tres y siete veces en cada siglo hay dos lunas azules en un mismo año. Debido a que el mes de febrero es el único cuya duración es inferior al ciclo lunar, la primera siempre se produce en enero y la segunda, en orden decreciente de probabilidad, en marzo, abril o mayo. Se observaron dos lunas azules el 2 y 31 de diciembre de 2009, coincidiendo que el 31 de diciembre de 2009 hubo un eclipse parcial de luna, cuyo plenilunio fue en diciembre.

## Las mareas

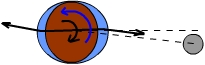
Efecto de la atracción gravitatoria de la Luna sobre las mareas terrestres.

En realidad, la Luna no gira en torno a la Tierra, sino que la Tierra y su satélite giran en torno al centro de masas de ambos. Sin embargo, al ser la Tierra un cuerpo grande, la gravedad que sobre ella ejerce la Luna es distinta en cada punto.
En el punto más próximo es mucho mayor que en el centro de masas de la Tierra, y mayor en este que en el punto más alejado de la Luna.
Así, mientras la Tierra gira en torno al centro de gravedad del sistema Tierra-Luna, aparece a la vez una fuerza que intenta deformarla, dándole el aspecto de un huevo.
Este fenómeno se llama gradiente gravitatorio, el cual produce las mareas.
Al ser la Tierra sólida la deformación afecta más a las aguas y a la atmósfera y es lo que da el efecto de que suban y bajen dos veces al día (sube en los puntos más cercano y más alejado de la Luna).
Un efecto asociado es que las mareas frenan a la Tierra en su rotación (pierde energía debido a la fricción de los océanos con el fondo del mar), y dado que el sistema Tierra-Luna tiene que conservar el momento angular, la Luna lo compensa alejándose, actualmente, 38 mm cada año, como han demostrado las mediciones láser de la distancia, posibles gracias a los retrorreflectores que los astronautas dejaron en la Luna.

## Agua en la Luna
Hasta el año 2009 se debatió en la comunidad científica la posible existencia de agua en la Luna. El ambiente selenita hace casi imposible la presencia de agua: a no ser en forma cristalizada microscópica en las rocas, la existencia de agua líquida es prácticamente imposible, ya que en la mayor parte de la superficie lunar, por momentos la temperatura asciende mucho.
Esto y la falta de una atmósfera implican que toda agua expuesta al ambiente lunar típico se sublime y que sus moléculas se fuguen al espacio. Sin embargo dos descubrimientos, uno en 1996 por parte de la sonda Clementine, y otro en 1998 debido al Lunar Prospector detectaron imprevistas presencias de hidrógeno en los polos lunares.
Una hipótesis para explicar tal fenómeno es que ese hidrógeno esté en forma de agua y que algunos cometas, al impactar en las zonas polares, puedan haber creado cráteres donde no llega la luz solar. En tales cráteres quizás pudiera encontrarse agua congelada de origen cometario (es decir: agua exógena). En el interior de los cráteres polares nunca llega la luz solar, permanecen en una eterna oscuridad y jamás suben de los −240 °C. En estas gélidas oquedades hay agua congelada o un compuesto con hidrógeno como el metano (CH4). El 24 de septiembre de 2009, la India informó que su primera nave de exploración lunar la Chandrayaan-1 utilizando el Moon Mineralogy Mapper (Trazador Mineralógico Lunar) de la NASA, ha encontrado evidencias de una importante cantidad de agua endógena (no procedente de otros astros) por debajo de la superficie de la Luna, tal agua sería en gran parte producto de las reacciones químicas desencadenadas por las fuertes radiaciones que el mencionado satélite recibe, más concretamente: el viento solar durante el día lunar haría que los iones de hidrógeno presentes en los materiales superficiales selenitas originen hidróxilo (OH) y agua (H2O), en cuanto al posible hielo lunar algunos científicos sugieren que pudiera haber hasta 300 millones de toneladas en los cráteres polares que nunca reciben luz ni calor solar.

### Descubrimiento de agua en la Luna
El 13 de noviembre de 2009, la Agencia espacial de Estados Unidos NASA anunció el hallazgo de agua en la Luna. Cuando, el 9 de octubre, la NASA estrelló la sonda LCROSS y su impulsor Centauro en el fondo del cráter Cabeus en el polo sur de la Luna, en una operación que buscaba confirmar la presencia de agua en el satélite natural de la Tierra, se produjo una colisión que levantó una columna de material desde el fondo de un cráter que no ha recibido la luz del Sol en miles de millones de años.
El agua que se levantó por el impacto de la sonda podría llenar una docena de baldes de ocho litros, dijo el científico Anthony Colaprete. Los datos preliminares obtenidos del análisis de esos materiales “indican que la misión descubrió, exitosamente, agua […] y este descubrimiento abre un nuevo capítulo en nuestro conocimiento de la Luna”, afirmó la NASA.
“La concentración y distribución de agua y de otras sustancias requieren más análisis, pero podemos decir con seguridad que (el cráter) Cabeus contiene agua”, afirmó Colaprete.
En octubre de 2020, la NASA reveló que el observatorio SOFIA había logrado detectar la presencia de moléculas de agua —en forma de pequeños depósitos situados entre el terreno o atrapados en cristales— en el cráter lunar Clavius. El telescopio captó luz infrarroja en una longitud de onda que solo puede emitir el agua y el descubrimiento, que confirma la presencia de este elemento en el área iluminada de la Luna, fue publicado en Nature Astronomy. Otro estudio dado a conocer en la misma revista afirma que los depósitos fríos de agua (en zonas donde no llega la luz del Sol) de este satélite ocuparían unos 40 000 kilómetros cuadrados.

## Atmósfera de la Luna
La Luna tiene una atmósfera insignificante debido a su baja gravedad y ausencia de campo electromagnético, incapaz de retener moléculas de gas en su superficie. La totalidad de su composición aún se desconoce. El programa Apolo identificó átomos de helio y argón, y más tarde (en 1988), observaciones desde la Tierra añadieron iones de sodio y potasio. La mayor parte de los gases en su superficie provienen de su interior.
La agitación térmica de las moléculas de gas viene inducida por la radiación solar y por las colisiones aleatorias entre las propias partículas atmosféricas. En la atmósfera terrestre las moléculas suelen tener velocidades de cientos de metros por segundo, pero excepcionalmente algunas logran alcanzar velocidades de 2000 a 3000 m/s. Dado que la velocidad de escape es de, aproximadamente, 11 200 m/s estas nunca logran escapar al espacio. En la Luna, por el contrario, al ser la gravedad seis veces menor que en nuestro planeta, la velocidad de escape es asimismo menor, del orden de 2400 m/s. Podemos deducir entonces que si la Luna tuvo antaño una atmósfera, las moléculas más rápidas pudieron escapar de ella para, según una ley de la teoría cinética de los gases, inducir a las restantes a aumentar su velocidad, acelerando así el proceso de pérdida atmosférica. Se calcula que la desaparición completa de la hipotética atmósfera lunar debió realizarse a lo largo de varios centenares de millones de años.
La ausencia prácticamente total de atmósfera en nuestro satélite obliga a los astronautas a disponer de equipos autónomos de suministro de gases, conocidos como P.L.S.S. en sus paseos por la superficie. Asimismo, al no existir un manto protector, las radiaciones ultravioleta y los rayos gamma emitidos por el Sol bombardean la superficie lunar, siendo necesario contar con trajes protectores especiales que eviten sus efectos nocivos.
Para la tenue atmósfera lunar cualquier pequeño cambio puede ser importante. La sola presencia de los astronautas altera localmente su presión y su composición al enriquecerla con los gases espirados por ellos y por los que se escapan del módulo lunar cada vez que se efectúa una EVA. Existe el temor de que los gases emitidos por las naves que en la década del setenta alunizaron en la Luna hayan creado una polución o contaminación de igual masa a la de su atmósfera nativa. Aunque estos gases ya deben haber desaparecido en su mayoría, aún hay una preocupación de que queden restos que impidan investigar sobre la atmósfera real de la Luna.
La atmósfera lunar recibe también aportaciones de partículas solares durante el día, que cesa al llegar la noche. Durante la noche lunar, la presión puede bajar hasta no ser más que de dos billonésimas partes de la atmósfera terrestre, subiendo durante el día hasta las ocho billonésimas partes, demostrando así que la atmósfera lunar no es una atmósfera permanente, sino una concentración de partículas dependiente del medio exolunar.
La ionosfera que rodea a nuestro satélite se diferencia de la terrestre en el escaso número de partículas ionizadas, así como de la presencia de electrones poco energéticos que, arrancados del suelo de la Luna, son emitidos al espacio por el impacto de los rayos solares. Actualmente, se ha podido determinar la existencia de una cola de sodio compuesta por vapores que se desprenden de nuestro satélite de forma similar a como lo hacen los gases de los cometas.
La ausencia de aire, y en consecuencia de vientos, impide que se erosione la superficie y que transporte tierra y arena, alisando y cubriendo sus irregularidades. Debido a la ausencia de aire no se transmite el sonido. La falta de atmósfera también significa que la superficie de la Luna no tenga ninguna protección con respecto al bombardeo esporádico de cometas y asteroides. Además, una vez que se producen los impactos de estos, los cráteres que resultan prácticamente no se degradan a través del tiempo por la falta de erosión.

## Origen de la Luna

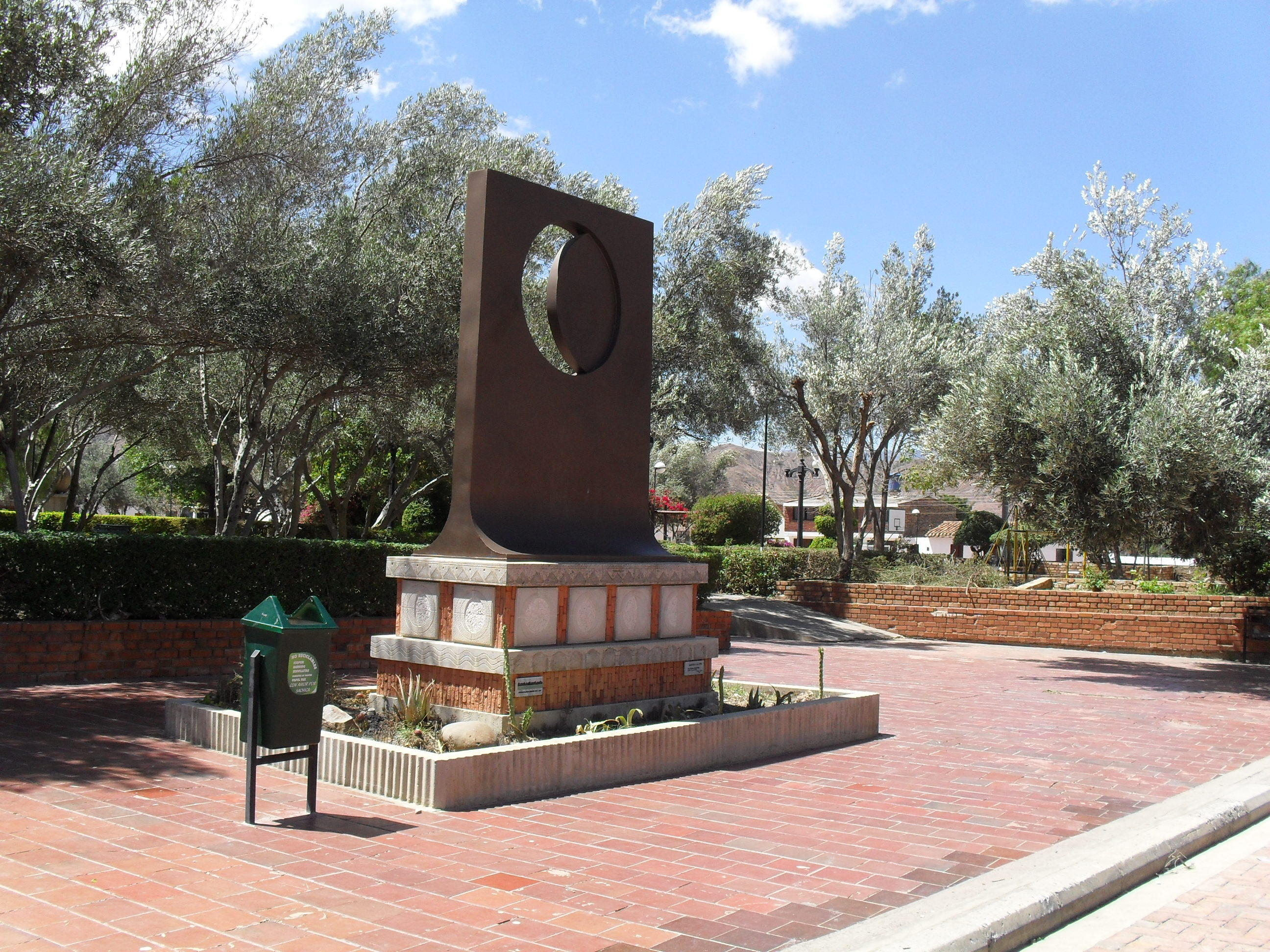
Escultura «Alegoría de la Luna», parque principal de la población de Sáchica, Boyacá, Colombia.

Al descubrir que la composición de la Luna era la misma que la de la superficie terrestre se supuso que su origen tenía que venir de la propia Tierra. Un cuerpo tan grande en relación con nuestro planeta difícilmente podía haber sido capturado ni tampoco era probable que se hubiese formado junto a la Tierra. Así, la mejor explicación de la formación de la Luna es que esta se originó a partir de los pedazos que quedaron tras una cataclísmica colisión con un protoplaneta del tamaño de Marte en los albores del Sistema Solar (hipótesis del gran impacto). Esta teoría también explica la gran inclinación axial del eje de rotación terrestre que habría sido provocada por el impacto. En 2018, un estudio de las universidades de California Davis y de Harvard ofreció una versión en la que la Luna hubiera surgido en el interior de la Tierra, cuando nuestro planeta era una hirviente nube de roca vaporizada girando alrededor de sí misma.
La enorme energía suministrada por el choque fundió la corteza terrestre al completo y arrojó gran cantidad de restos incandescentes al espacio. Con el tiempo, se formó un anillo de roca alrededor de nuestro planeta hasta que, por acreción, se formó la Luna. Su órbita inicial era mucho más cercana que la actual y el día terrestre era mucho más corto ya que la Tierra rotaba más deprisa. Durante cientos de millones de años, la Luna ha estado alejándose lentamente de la Tierra, a la vez que ha disminuido la velocidad de rotación terrestre debido a la transferencia de momento angular que se da entre los dos astros. Este proceso de alejamiento continúa actualmente a razón de 38 mm por año.
Tras su formación, la Luna experimentó un periodo cataclísmico, datado en torno a hace 3 800 000 000-4 000 000 000 (tres mil ochocientos millones a cuatro mil millones) de años, en el que la Luna y los otros cuerpos del Sistema Solar interior sufrieron violentos impactos de grandes asteroides. Este período, conocido como bombardeo intenso tardío, formó la mayor parte de los cráteres observados en la Luna, así como en Mercurio. El análisis de la superficie de la Luna arroja importantes datos sobre este periodo final en la formación del Sistema solar. Posteriormente se produjo una época de vulcanismo consistente en la emisión de grandes cantidades de lava, que llenaron las mayores cuencas de impacto formando los mares lunares y que acabó hace 3 000 000 000 (tres mil millones) de años. Desde entonces, poco más ha acaecido en la superficie lunar que la formación de nuevos cráteres debido al impacto de asteroides, si bien no son infrecuentes los informes (tanto históricos como actuales) que dan noticia de la presencia de fenómenos luminosos ocasionales sobre la luna, denominados fenómenos lunares transitorios.
Recientemente, sin embargo, los datos enviados por la sonda japonesa SELENE han mostrado que dicho vulcanismo ha durado más de lo que se pensaba, habiendo acabado en la cara oculta hace 2 500 000 000 (dos mil quinientos millones) de años.

## Relieve lunar

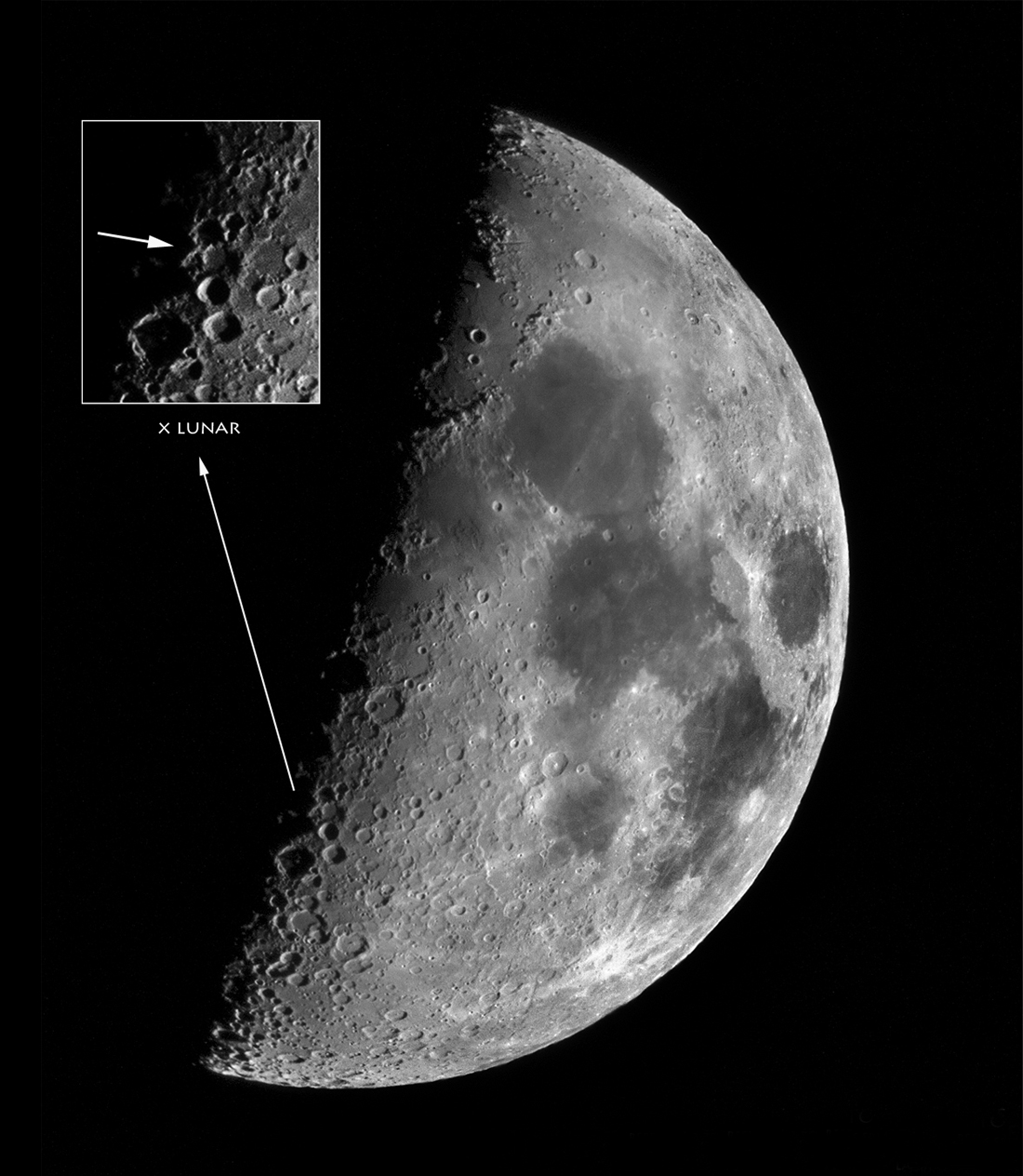
La X lunar a través de un telescopio refractor de 60 mm

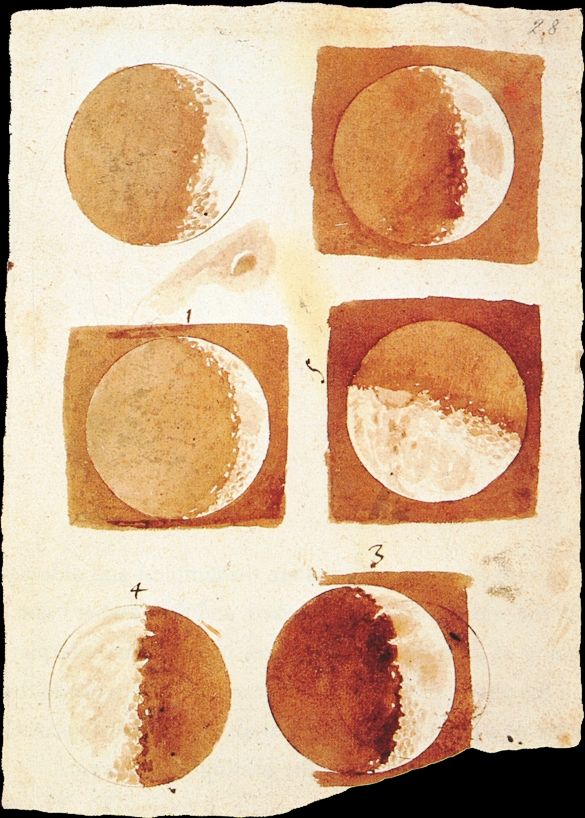
Ilustración de Galileo (1616) sobre las fases lunares.

Cuando Galileo Galilei apuntó su telescopio hacia la Luna en 1610 pudo distinguir dos tipos de regiones superficiales distintas. A las regiones oscuras las denominó «mares», y aunque muy pronto se supo que no contienen agua, han conservado nombres tales como Mar de la Serenidad o Mar de la Fecundidad; son planicies con pocos cráteres. El resto de la superficie lunar es más brillante, y presenta regiones más elevadas con una alta densidad de cráteres, tales como Tycho y Clavius. En la superficie lunar también existen cadenas de montañas que llevan nombres como Alpes y Apeninos, igual que en la Tierra.
Como circunstancia particular, cuando la Luna está muy próxima a la fase de cuarto creciente, el juego de luces y sombras en la zona del terminador hace que se vea una zona iluminada con forma de X en la Luna.

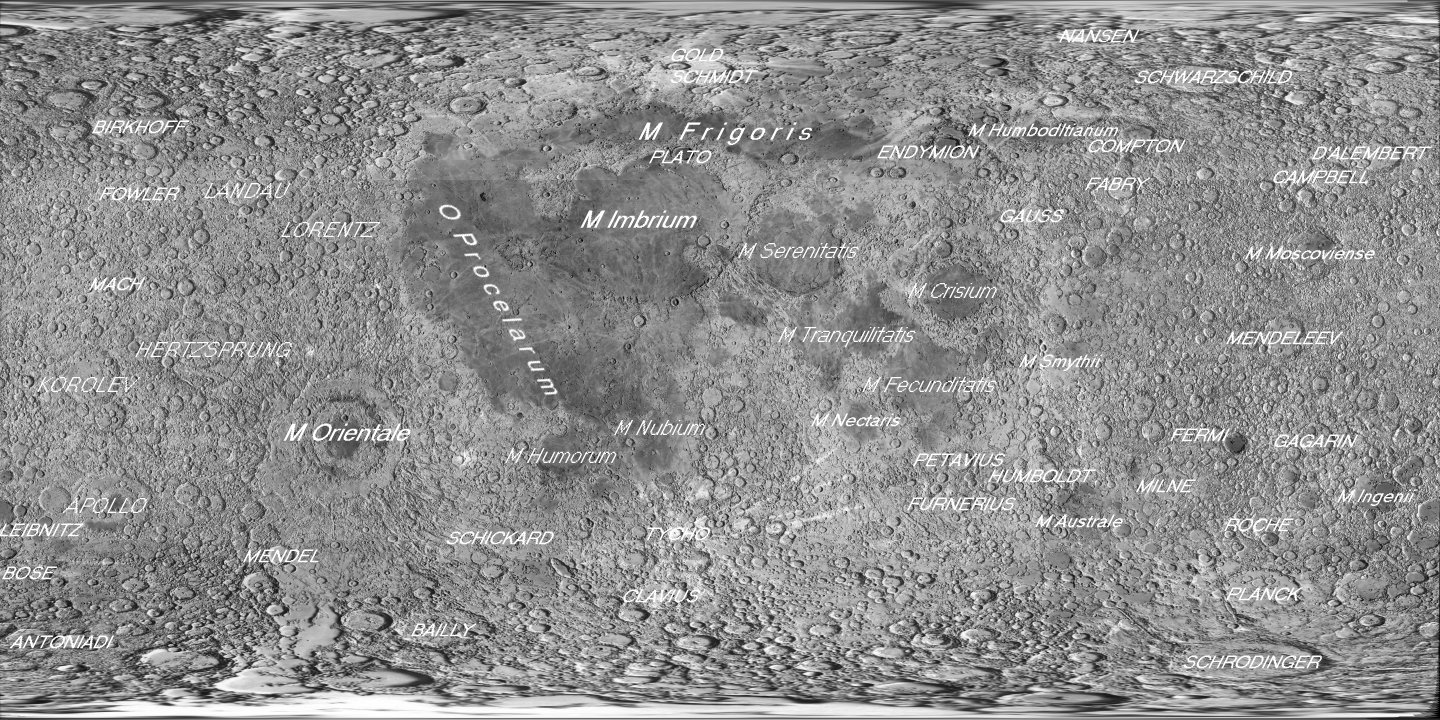
Principales accidentes de la luna sobre proyección cilíndrica de las fotografías de la misión Clementine ((Clementine Lunar Map 2.0))

|                                      |                                                    |                                                       |                                                                                                |
| Cráter Tycho en la superficie lunar. | Cráter Tsiolkovski fotografiado desde el Apolo 15. | Mar de la Tranquilidad fotografiado desde el Apolo 8. | Mar Imbrium y el cráter Copérnico, la cordillera en la parte superior son los montes Cárpatos. |

Impactos meteoríticos sobre la superficie lunar
Alrededor de 1830, los principales selenógrafos (como el astrónomo alemán Johann Heinrich von Mädler) habían llegado a la conclusión de que el satélite no contiene ni atmósfera ni agua, y de que el relieve de la Luna no cambia. Sin embargo, siendo esto cierto en líneas generales a corto plazo (por la ausencia actual de fenómenos de vulcanismo, hidrológicos o atmosféricos en condiciones de modelar la superficie lunar), la falta de atmósfera no mitiga los impactos meteoríticos, lo que por simple acumulación en espacios de tiempo a escala geológica, implica un efecto considerable sobre su relieve (prueba de ello son los numerosísimos cráteres de impacto que cubren su superficie).
De hecho, hay algunas evidencias históricas acerca de impactos meteoríticos sobre la luna:
- El 18 de junio de 1178, el monje británico Gervasio de Canterbury observó el impacto de un asteroide en la luna creciente, hecho que figura reflejado en las crónicas de la catedral de Canterbury.
- En 1866, el astrónomo irlandés John Birmingham escribió un ensayo sobre la desaparición de un cráter en la superficie de la luna y la subsiguiente aparición de una vasta nube luminosa en su lugar.
- El 17 de marzo de 2013, un meteoroide del tamaño de una roca pequeña impactó sobre la superficie lunar en el Mare Imbrium y provocó una explosión diez veces más brillante que las observadas hasta ese momento.[49]
- El 11 de septiembre de 2013, un meteoroide con un diámetro comprendido entre los 0,6 y los 1,4 metros y un peso de 400 kg colisionó en el Mare Nubium (Mar de las Nubes) a unos 65 000 km/h, provocando la explosión lunar más brillante registrada hasta ahora.[50]

## La observación lunar

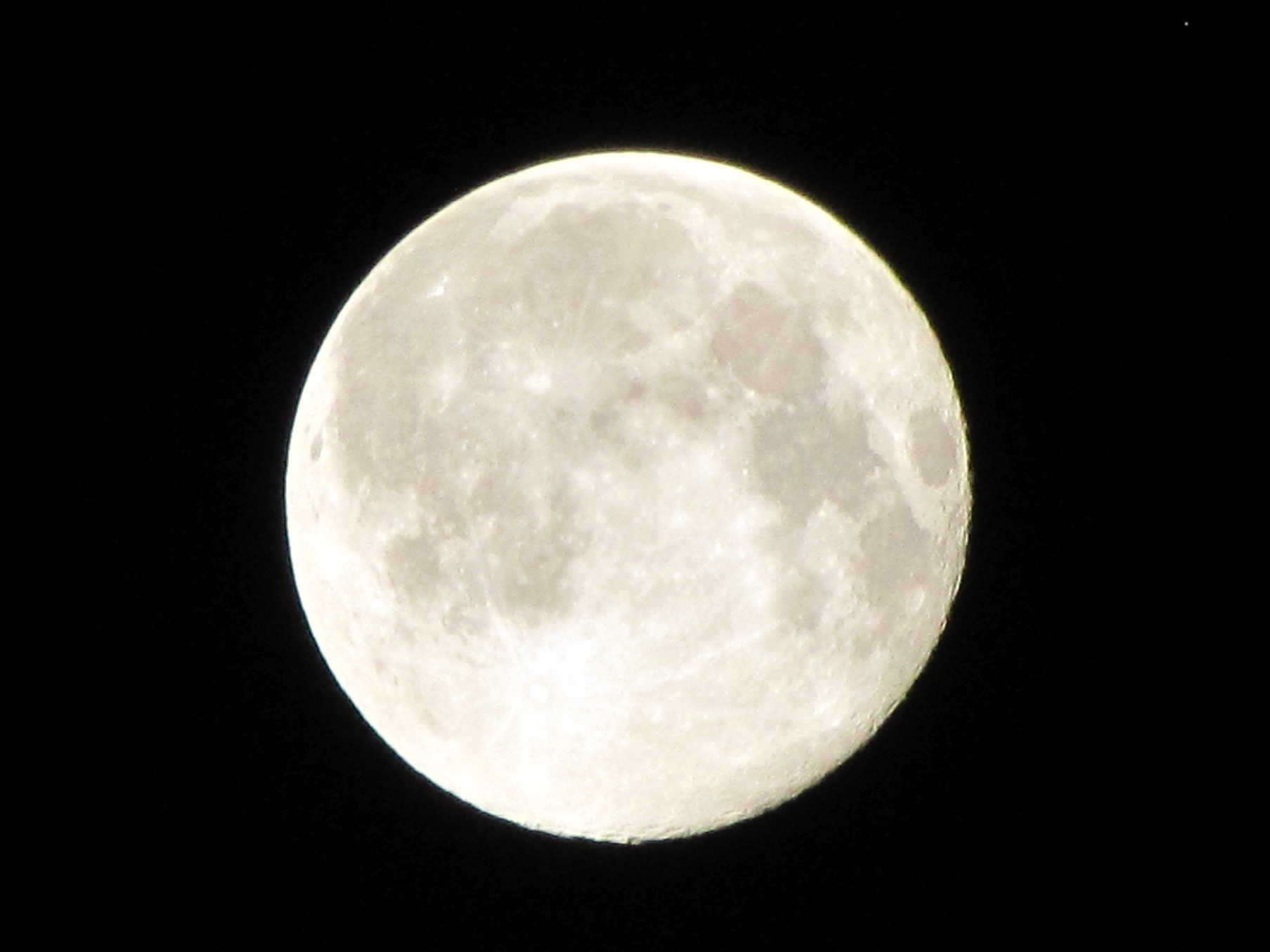
Luna llena vista desde el hemisferio norte el 13 de julio de 2014, fecha en que la fase llena coincidió con el perigeo.

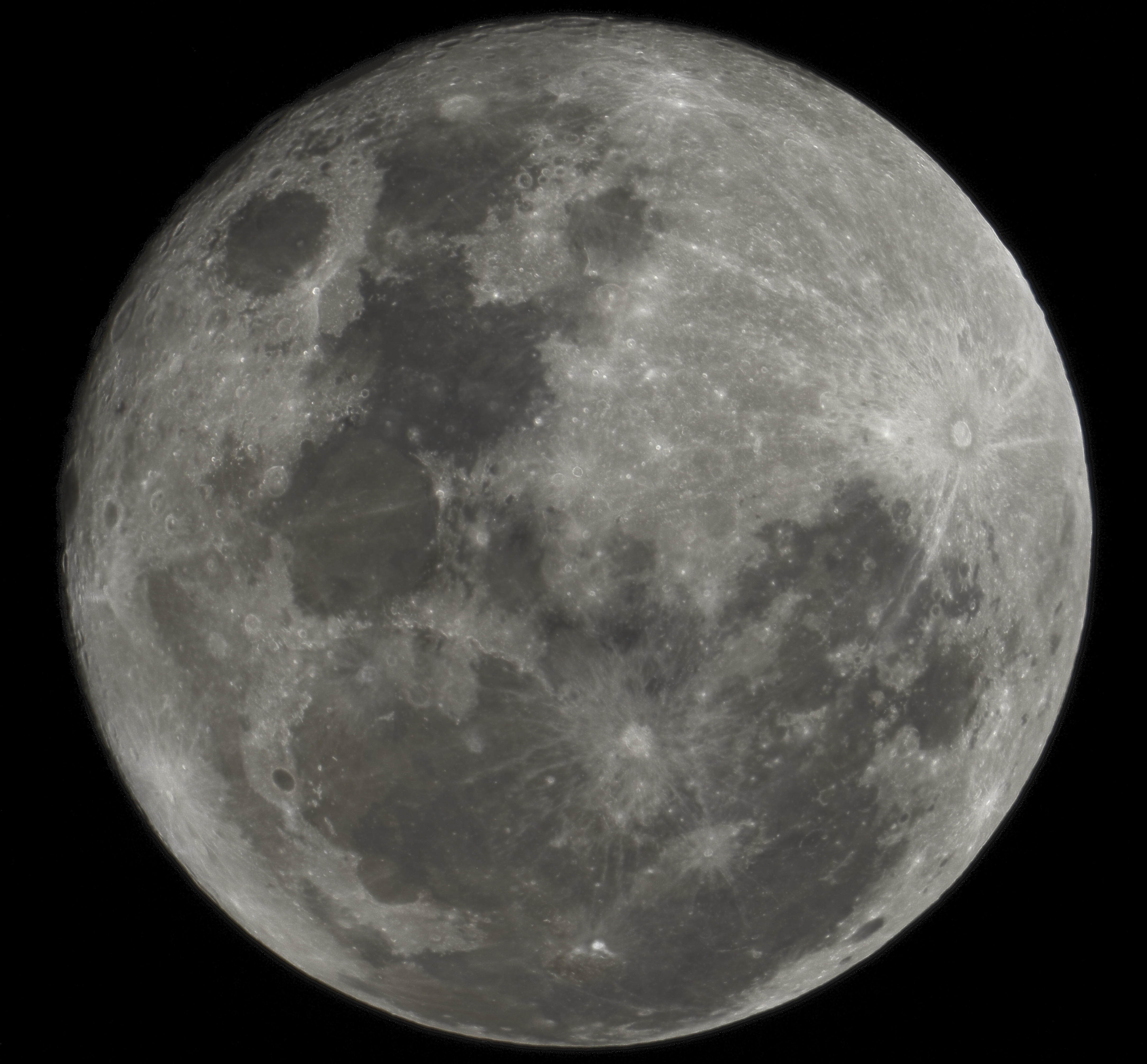
Luna llena vista desde el hemisferio sur, donde es posible apreciar que se ve invertida, en comparación con la imagen desde el hemisferio norte.

| La Luna en distintos calendarios - La palabra inglesa para mes, month, proviene de moonth, una forma sajona primitiva para lunación (la palabra moon significa ‘Luna’, en inglés), debido al primitivo uso de un calendario lunar en la cultura sajona. De forma similar, el nombre neerlandés de la Luna es maan, y la palabra neerlandesa para "mes" es maand. - En castellano el primer día de la semana, «lunes», tiene su raíz en el «día de la Luna» (Dies lunae, en latín). Esto se puede ver también en el idioma inglés, en que monday viene de moon day, en italiano —Lunedi—, en francés donde se llama Lundi, en alemán Montag, en japonés 月曜日 Getsuyôbi (月 es luna) y en neerlandés donde se llama Maandag. (Ver semana.) - En el idioma turco, la palabra Ay ('mes') también significa 'luna'. El origen de esta coincidencia es el hecho de que el musulmán es un calendario lunar. - En los idiomas chino y japonés las palabras 'luna' y 'mes' se escriben con el mismo carácter: 月 (lo que se conoce como kanji en japonés o hanzi en chino), debido a que ambas culturas emplean calendarios lunares. - En el idioma coreano las palabras 'luna' y 'mes' se escriben con el mismo carácter: 달 (lo que se conoce como hangul), debido a que la cultura emplea calendario lunar. |

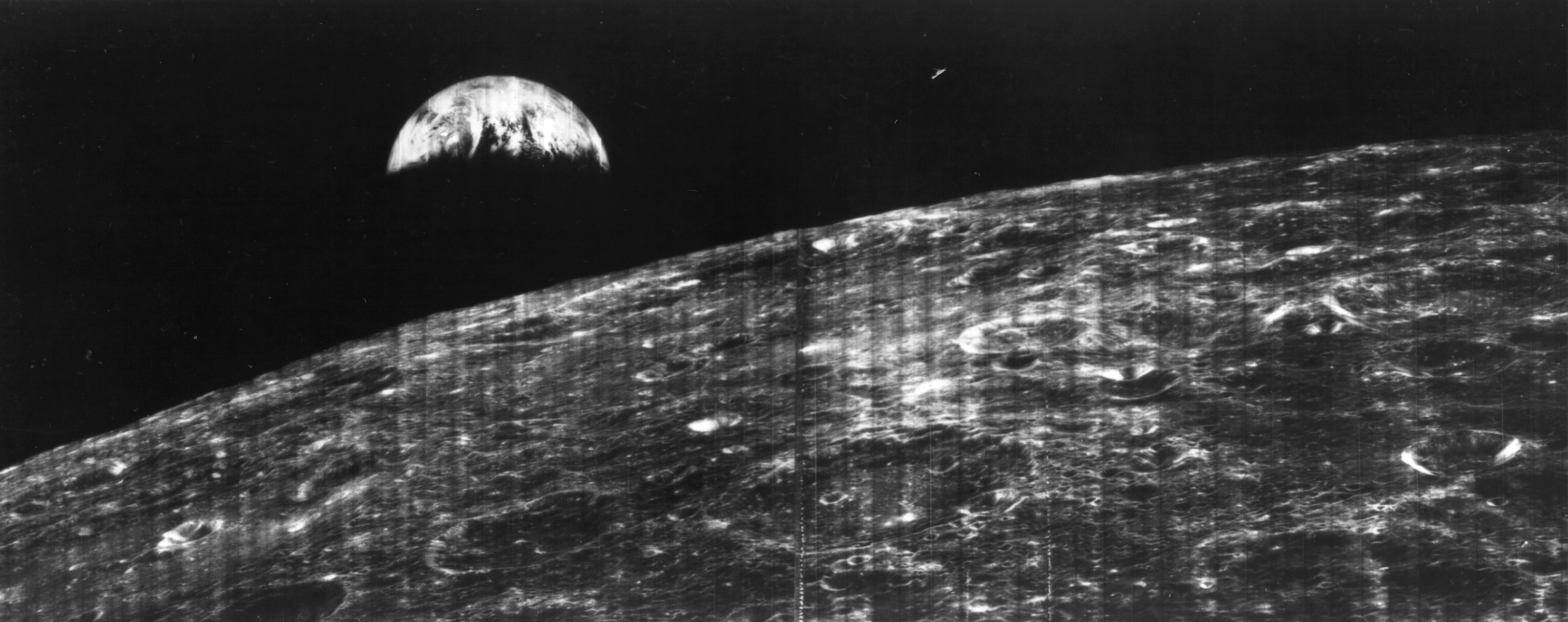
La primera foto de la Tierra vista desde la Luna se transmitió el 23 de agosto de 1966 desde el Lunar Orbiter I hasta la estación espacial de Robledo de Chavela.

Desde tiempos inmemoriales la Luna sorprendió a la humanidad con su gran tamaño, sus ciclos orbitales y sus fases. Fue uno de los dos cuerpos más importantes junto con el Sol y su periodicidad sirvió como calendario en muchas culturas. En Irlanda se ha encontrado una roca de hace 5000 años que parece ser la representación más temprana de la Luna descubierta hasta la fecha.
En muchas culturas prehistóricas y antiguas, la Luna era una deidad u otro fenómeno sobrenatural (por ejemplo, los kiliwa creen que la Luna es una potencia masculina, y según su propia mitología el dios de la Luna Meltí ?ipá jalá(u) fue el creador de todo el universo).
Una de las primeras veces que se intentó ofrecer una visión racional y científica de lo que era la luna fue en la Antigua Grecia. La propuso el filósofo Anaxágoras quien razonó que tanto el Sol como la Luna eran dos cuerpos gigantes, rocosos y esféricos y que la luz emitida por la Luna no era más que luz reflejada del Sol. Su idea ateísta del cielo fue una de las causas de su encarcelamiento y posterior exilio.
En la Edad Media, antes de la invención del telescopio, cada vez más gente fue reconociendo que la Luna era una esfera ya que se creía que tenía que ser «perfectamente lisa».
En 1609, Galileo Galilei observó por primera vez la Luna con telescopio y afirmó, en su libro Sidereus Nuncius (El mensajero celeste), que no era lisa ya que tenía cráteres. Más tarde, también en el siglo XVII, Giovanni Battista Riccioli y Francesco Maria Grimaldi trazaron un mapa de la Luna y dieron nombre a muchos de esos cráteres, nombres que se mantienen hoy día.

## La exploración lunar

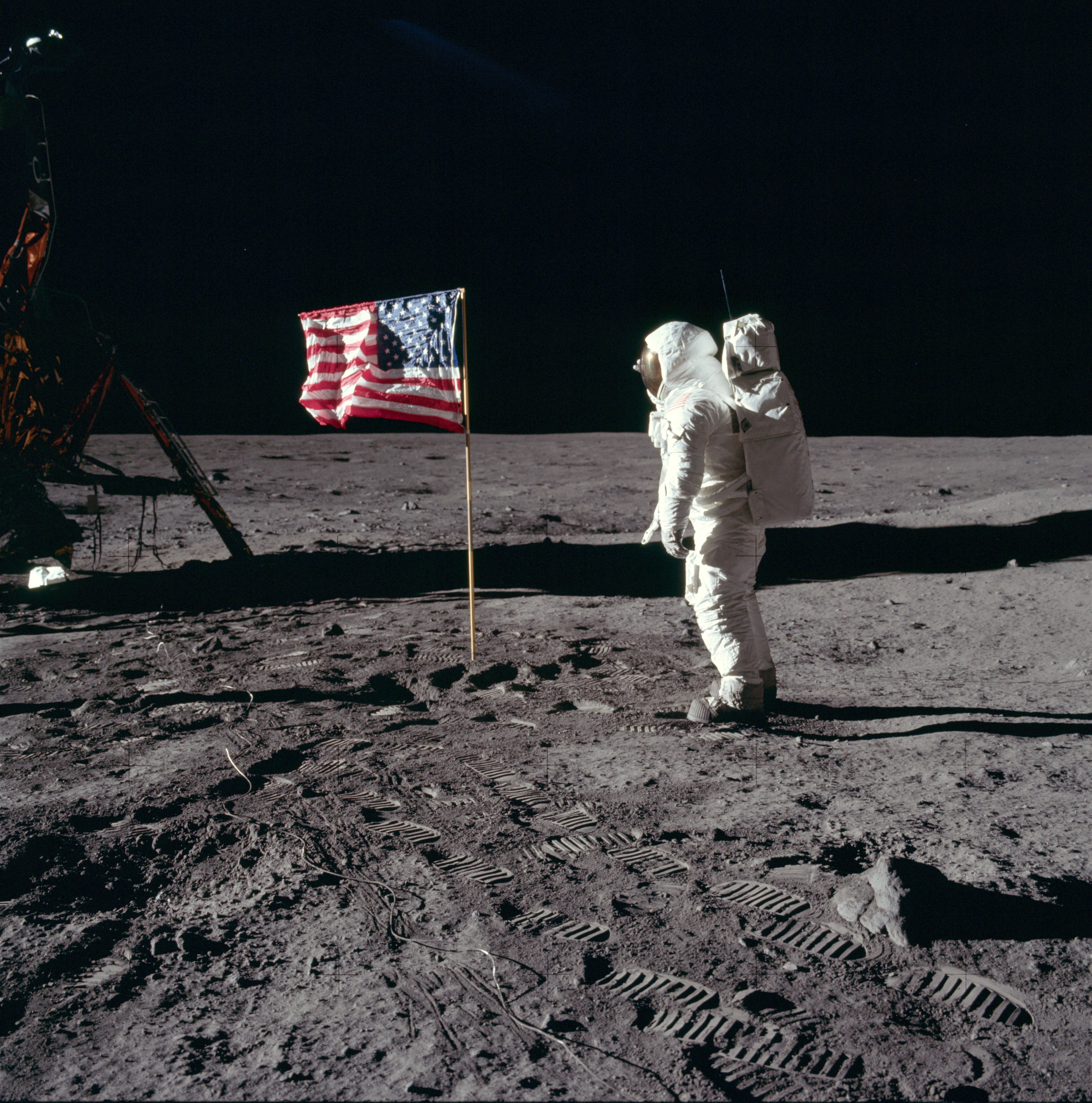
Aldrin pone la bandera de Estados Unidos en la superficie lunar.

El Programa Luna de la antigua Unión Soviética (1959-1976) tuvo por objetivo llegar con naves no tripuladas a la Luna. El Luna 3 logró fotografiar la cara oculta, Luna 9 logró posarse suavemente, y Luna 10 orbitó por primera vez el satélite. Dos vehículos Lunojod lograron posarse y moverse por su superficie y tras el alunizaje del Apolo 11 tripulado, las naves Luna 16, Luna 20 y Luna 24 trajeron unos 300 gramos de polvo lunar a la Tierra.
El programa Ranger estadounidense (1961-1965) lanzó directamente contra la Luna una serie de naves de reconocimiento fotográfico. Solamente Ranger 7, 8 y 9 lograron su objetivo. El programa Lunar Orbiter puso cinco naves no tripuladas en órbita lunar entre los años 1966-1967 para cartografiarla y ayudar al programa Apolo para poner una persona en la Luna, hito histórico que se logró con la llegada del Apolo 11 el 20 de julio de 1969 y que se retransmitió a todo el planeta desde las diferentes instalaciones de la Red del Espacio Profundo. El MDSCC en Robledo de Chavela (Madrid, España) perteneciente a ella, sirvió de apoyo durante todo el viaje de ida y vuelta. Al programa Ranger le sucedió el programa Surveyor que tras el Luna 9 logró alunizajes suaves de naves no tripuladas.
Las naves estadounidenses Clementine y Lunar Prospector, las japonesas Hiten y Selene, la europea Smart 1, la china Chang'e 1 y la india Chandrayaan-1 representaron una vuelta a la Luna, abandonada desde 1973. Su misión fue detectar la presencia de vapor de agua mezclado con polvo lunar y procedente de cometas que se han estrellado cerca de los polos lunares en cráteres donde nunca son iluminados por el Sol.
En septiembre de 2009, se anunció que la sonda india Chandrayaan-1, que orbitaba la Luna, detectó finas películas de agua en la superficie.

## Iconografía
Las distintas formas que adopta la luna durante su ciclo de 28 días (especialmente la reconocible silueta que recuerda a una letra "C" denominada menguante desde el hemisferio norte) tienen una amplia presencia en diversas manifestaciones, que abarcan desde la mitología hasta el arte, pasando por la heráldica o su asociación simbólica con el islam. Esta última vinculación (especialmente a los ojos de los no musulmanes) tiene su origen en el siglo XVI, cuando el creciente fue adoptado por los turcos como símbolo heráldico, y no adquiriría su actual connotación como símbolo religioso hasta mucho tiempo después. Su presencia es habitual en las agujas de las mezquitas, y forma parte de la bandera de algunos países (generalmente de tradición islámica). Por lo expuesto al principio de este párrafo, se dice en España que la luna es muy mentirosa, porque cuando está en forma de "C", no está en fase Creciente, sino Menguante (Desde el hemisferio sur es veraz, C de creciente y D de decreciente o menguante).
En la heráldica, el creciente puede adquirir distintas denominaciones según esté orientado; la silueta formada por cuatro crecientes enlazados (que recuerda a un trébol de cuatro hojas) se denomina "lunel".
Su presencia en el arte se remonta a la época de las pinturas rupestres (con ejemplos en Tassili n'Ajjer, Argelia) y su aparición es omnipresente en todas las culturas de la antigüedad, desde Egipto hasta Roma. Las artes plásticas (desde las ilustraciones literarias hasta el cine), han producido numerosas imágenes más o menos antropomórficas de la Luna, algunas de ellas convertidas en auténticos iconos de la cultura del siglo XX (como las históricas imágenes de la película de 1902 Viaje a la Luna, obra de Georges Méliès).
Por último, como ejemplo de los variados usos que se dan a la silueta del creciente, cabe recordar la relación de la forma del cruasán con la media luna, circunstancia ligada con el sitio de Viena por las tropas turcas en 1683.

## La Luna en el derecho internacional
Las actividades que afectan de forma directa al espacio exterior (en el que se incluye la Luna) están reguladas por un tratado internacional firmado inicialmente en 1967 por Estados Unidos, el Reino Unido y la Unión Soviética. En 2015, 103 países son parte del tratado, mientras que otros 89 han firmado el acuerdo pero todavía no lo han ratificado.
Sin embargo, este hecho no ha evitado que hayan surgido algunas iniciativas de legitimidad legal más que dudosa, que periódicamente reclaman ante instancias oficiales la propiedad de la Luna, y que son reflejadas por los diarios por su llamativo carácter anecdótico:
- En 1953, el abogado chileno Jenaro Gajardo Vera registró la propiedad de la Luna pagando 42 000 pesos de la época, y la escritura se hizo oficial el 25 de septiembre de 1954 en el Conservador de Bienes Raíces de la ciudad de Talca. La historia de que el presidente Richard Nixon cumplió la formalidad de pedirle permiso para el alunizaje del Apolo 11 en 1969 se ha convertido en un falso mito popular asociado a la historia original.[57]
- En 1980, con posterioridad a la firma del tratado internacional, el estadounidense Dennis Hope formalizó de nuevo en una oficina del registro de San Francisco la "compra" de la Luna, dedicándose desde entonces a vender "parcelas" en suelo lunar.[58]

## Influencia sobre el comportamiento humano

### Efecto lunar
Se denomina con este nombre a la extendida creencia de que los ciclos de la Luna tienen alguna influencia en el comportamiento humano. Sin embargo, no hay evidencias científicas con relevancia estadística que confirmen mínimamente esta aseveración. Ni siquiera el ciclo menstrual humano (cuya duración de 28 días coincide sensiblemente con el ciclo lunar), presenta la menor correlación estadística en su distribución en la población femenina con las fases de la Luna. En esta misma línea, también se han difundido disciplinas como la agricultura biodinámica, que pretenden obtener supuestos beneficios en las cosechas coordinando los momentos de plantación o de recolección con determinadas fases de la Luna.

### Influencia sobre los ritmos fisiológicos durante el sueño
Se ha confirmado científicamente, después de muchísimos años de especulaciones al respecto, que hay una correlación entre las fases de la luna y los ritmos biológicos del ser humano durante el sueño. Un grupo de científicos suizos observó que, alrededor de la luna llena, las ondas delta del electroencefalograma se reducían un 30 por ciento durante el sueño NMOR, un indicador del sueño profundo, por lo que los participantes tardaron cinco minutos más en conciliar el sueño y, en general, durmieron veinte minutos menos. Los participantes voluntarios sintieron que durmieron mal (calidad subjetiva del sueño) durante la luna llena, fase durante la cual se observaron en ellos niveles menores de melatonina, hormona que regula los ciclos de sueño-vigilia. Se trata quizá de un ritmo circalunar que ha quedado como vestigio de la antigüedad, "cuando la luna era responsable de la sincronización del comportamiento humano". Se considera que esta es la primera evidencia fiable de que un ritmo lunar puede modular la estructura del sueño en los seres humanos cuando se mide en las condiciones altamente controladas de un protocolo de estudio de laboratorio circadiano sin la presencia de las claves del tiempo.

### En inglés
- Rükl, Antonin. (1991). Atlas of the Moon. Paul Hamlyn Publishing. ISBN 0-600-57190-4. (El libro más recomendable para observadores aficionados que desean conocer la cartografía lunar).
- Ben Bussey y Paul Spudis. (2004). The Clementine Atlas of the Moon. Cambridge University Press. ISBN 0-521-81528-2.
- Patrick Moore. (2001). On the Moon, Sterling Publishing Co. ISBN 0-304-35469-4.
- Paul D. Spudis. (1996). The Once and Future Moon. Smithsonian Institution Press. ISBN 1-56098-634-4.